# ガールフレンド（仮）
『ガールフレンド（仮）』（ガールフレンドかっこかり、英: Girl Friend BETA）は、2012年10月29日からサイバーエージェントのネットサービス・Amebaで提供されているスマートフォン向けソーシャルゲーム。
タイトルに「（仮）」とあるが、これが正式な名称である。元は仮題だったが、チーム内で「運命の子を探しにいくまでの“（仮）”」という意味づけがなされ、そのまま正式採用となった。

## 概要
「耳で萌える学園恋愛ゲーム」というキャッチコピーで表されているように、本作品の最大の特徴は一定ランク以上のレアリティのカード全てにボイスが付いている点である。ただしボイスはカードごとに数種類に限られており、いわゆる「フルボイス」ではない。声優が配役されているのにボイス実装が遅れているカードも存在する。
ゲームには全ての会員が利用できるブラウザ上でプレイするバージョンと、17歳以上または18歳以上の会員のみが利用可能なiOS・Android用アプリの3種類があるが、iOSアプリ版が課金システムの都合上仮想通貨が別立てになっていること、各アプリ版ではApple・Googleのアプリ審査に適合するため一部画像を非表示にしているなどの違いがある。また、2014年8月29日より、Google Chromeを使用することによりパソコンからのプレイも可能となった。他のパソコン版ブラウザの対応は未定。
2012年10月29日にサービス開始。登録会員数は開始半年後の2013年5月5日に200万人を、開始1年弱の9月27日に300万人、2014年1月12日に400万人、2014年4月30日に500万人、2021年4月18日に900万人を突破した。2014年3月のゲーム中での仮想通貨消費額は18億スペンドで、スマートフォン端末におけるAmeba全体の消費額（約40億スペンド）の4割強を占める。
キャラクター原案はQP:flapper。
2014年6月25日にテレビアニメ化が発表され、同年10月から12月まで放送された。

## ゲームシステム
本ゲームでは「イベント」と称される複数のゲームが用意されており、その大半がバトル要素を含むイベントである。プレイヤーは所持カードであるガールからの声援を受けながら、アイテム（有償、ただし一部はゲーム内の条件クリアなどにより無償で提供される）等を消費してイベントに登場してくる悪者などを退治したり、他の部活に所属するプレイヤーたちと部活の勧誘合戦を繰り広げたりする。イベントに参加したプレイヤーは成績に応じた報酬（イベント限定の高レアリティカードや各種アイテムなど）を受け取ることができ、デッキやアイテムの強化に活用することができる。毎月1 - 25日頃までの期間がこれらのバトル系イベントで占められており、残りの数日間だけが女子生徒と親密度を上げるタイプのイベントが用意されている（ただし、この期間もクラスランク戦といった1対1の対戦タイプのバトルイベントが平行して行われる）。これらのイベントが概ね1ヵ月周期で開催され、この際にプレイヤーが所有するカードの数値や属性が勝敗結果に左右される仕組みとなっている。

### 設定
主人公であるプレイヤーは聖櫻学園高等部の2年C組に所属している男子生徒。そのせいか、登場キャラクターは2年C組在籍者が多くみられる（20人）。ゲーム開始時に「SWEETな文系」「COOLな理系」「POPな体育会系」の3種類から選択することになる。

### カード
レアリティ
下位から順に、ノーマル (N)・ハイノーマル (HN)・レア (R)・ハイレア (HR)・Sレア (SR)・SSレア (SSR)・Uレア（UR） の7種類のレアリティがある。トレーナーカードでなく、かつレア以上のレアリティであるカードにはボイスが付く。
パラメータ
レベル
各レベルに設けられた経験値が上限に達するとレベルが1アップし、レベルアップ報酬として、体力値・攻撃コスト・守備コストに割り振ることができるパラメータが3与えられる。
攻・守
それぞれ攻撃・守備の強さを示す。「エール」で強化できる。
コスト
ユニットを組む際に消費する値。
好感度
カードごとにある数値。1段階ではハートは2つまでしか貯まらないが、1段階進展をすると3つになり、2段階進展すると、最大値である5つまで貯めることができる。なお、ハート1つ分の好感度の上限数値はカードのレアリティによって異なっており、Nでは20、HNでは40、Rでは80、HRでは150、SRでは250、SSRでは400となっている。
声援
バトル等で発揮する効果。レベルが1 - 10まで設定されている。主センバツ（デッキのうち上位5枚）にのみ効果を発揮する。
センバツボーナス
バトル等で発揮する効果。レベルが1 - 5まで設定されていて、5〜6種類まで同時に発揮可能。

### カード強化
エール
別のカードを消費することにより、カードのレベルを上げることができる。声援を持つカードを消費した場合には、声援のレベルも上昇する場合がある。また、声援レベルは、1つ上がる毎に徐々に上げにくくなる。
進展
名前が同じカードを合成してカードを強化する。進展は2段階まで可能である。進展後のカードには、進展前のカードの攻・守の数値が5%加算される。
1段階目の進展後のカードにはプラスが付く（例：「櫻井明音 （R）」のカードを進展させると「櫻井明音＋ （R）」となる）
2段階目の進展で消費するカードは、進展していないカード・1段階進展させたカードのどちらでもよい。進展後のカードはレアリティが1段階上がり、カードに二つ名が付くか、既に二つ名のあるカードは別の二つ名が付く（例：「櫻井明音＋ (R)」のカードを進展させると「［放送小町］櫻井明音 （HR）」となる）。

### カードその他
卒業・バッジ
全てのカードは、卒業させることができ、レアリティがハイレアとSレア、SSレアのカードを卒業させる、またはエールの素材として使うときは、ハイレアならハイレアバッジが、SレアならSレアバッジ、SSレアならSSレアバッジが貰える。貰える個数はカードそのものの獲得条件などにより異なり、多くは一桁だがカードによっては数十個手に入る場合もある。しかしトレーナーのカードからは卒業させてもバッジを得ることはできず、最終進展によってできたハイレア、Sレア、SSレアのカードからは進展前のバッジが与えられることとなる（最終進展Sレア＝ハイレアバッジ、最終進展SSレア＝Sレアバッジとなる）。
他にもバッジは、イベントの報酬として得ることもある。
それぞれのバッジは集めるとイベントのカードや普通のカード（※一部のみ）と交換できる（ハイレアバッジならハイレアのカード、SレアバッジならSレアのカード、SSレアバッジならSSレアのカードと交換できる）。

## 設定
舞台は「聖櫻学園」。設立から100年以上の歴史を誇る由緒ある名門校。高等部の生徒数は約1,000人（男女比3:7）。高等部の他に幼稚園から大学院までの系属校が存在する。校訓は「遊ばざる者 食うべからず」。特色は中等部までは校則が厳しいが、高等部からは生徒の個性を尊重しており、服装や髪形に関する校則もとくにない。通っている生徒は裕福な家庭の生徒やフランスやロシアなど様々な国からの留学生が多く在籍している。演劇部には本格的な演劇場が設けられるなど設備が整っており、学校全体が部活動に力を入れている。運動部、文化部合わせて49の部活動、生徒会をはじめとする7の委員会、11の研究会・同好会が存在する。制服の着こなしは基本的に自由であり、アレンジを楽しむ生徒も多数存在する。

## 登場人物
登場するキャラクターは、一部のカードを除き聖櫻学園の生徒・関係者となっている。プレイヤーキャラクターは2年C組の男子生徒の設定。後述のTVアニメ版では、一部キャラクターの所属クラスが変更された。

### SWEET
シンボルカラーは■ピンク。シンボルマークはハート。
朝門 春日（あさと かすが）
声 - 種田梨沙→月嶋真弓
身長：158cm / 体重：46kg / スリーサイズ：B84/W59/H88 / 誕生日：4月17日 / 所属学年・組・関係者：鳳歌院高校3年 / 所属部活・委員会：ダンス部（他校）
所属ユニット：鳳
鳳歌院高校生徒会副会長。久仁城雅の良き世話役で、温厚な性格。「ガールフレンド（♪）」の「全国学生ダンスバトルロイヤル」でのライバルキャラクターを兼ねる。雅を「姫」と呼び彼女に尽くしているため生活は雅中心であり、久仁城家の家政婦が休みの休日は雅の昼食や夕食の準備を行っている。雅を「姫」と呼ぶことになったきっかけは、幼少期に会った時に本物のお姫様に出会ったと感じた為。
朝比奈 桃子（あさひな ももこ）
声 - 小倉唯
身長：145cm / 体重：44kg / スリーサイズ：B75/W58/H78 / 誕生日：7月19日 / 所属学年・組・関係者：1年A組 / 所属部活・委員会：軽音楽部
所属ユニット：nonet、にゅーろん★くりぃむそふと、ゆずもも
軽音部のバンド「にゅーろん★くりぃむそふと」のキーボード担当。両親の影響で音楽を始めており、主人公には好意を持っている。失敗したり驚くと「あやや〜」と言う癖がある。葉月柚子とは家が隣の幼馴染であり家族ぐるみの付き合い。実家は酒屋。ガールフレンド（♪）スター選抜総選挙2016及び（仮）+（♪）総選挙2016総合1位。穏やかな性格で天然。人を疑わないためよくからかわれるが、本人にはその自覚がない。
後発組であるので他のキャラクターとかぶらないように作成された。イメージは子猫。腰に付けているリボンとスマイルくんのチャームはさくら小春のお気に入りのイヤホンジャック、ショルダーキーボードは小原トメ太の弟のものを参考にしている。
浅見 景（あさみ けい）
声 - 伊藤美来
身長：173cm / 体重：51kg / スリーサイズ：B89/W53/H89 / 誕生日：4月12日 / 所属学年・組・関係者：3年B組 / 所属部活・委員会：バレー部
所属ユニット：かぶきガールズ
アネット・O・唐澤（あねっと おるが からさわ）
声 - M・A・O
身長：175cm / 体重：50kg / スリーサイズ：B85/W58/H82 / 誕生日：12月13日 / 所属学年・組・関係者：嵯峨椿高校3年 / 所属部活・委員会：ダンス部（他校）
神戸出身のお嬢様でスウェーデン人の母を持つハーフ。「ガールフレンド（♪）」の「全国学生ダンスバトルロイヤル」でのライバルキャラクターを兼ねる。
天都 かなた（あまつ かなた）
声 - 井上喜久子
身長：162cm / 体重：49kg / スリーサイズ：B85/W54/H80 / 誕生日：9月17日 / 所属学年・組・関係者：3年A組 / 所属部活・委員会：生徒会
聖櫻学園生徒会長。極めてマイペースだが、彼女の頼みは誰も断れないということもあり、生徒会の切り札的な存在である。生徒会メンバーのためにお茶くみをしているうちにお茶を淹れることが得意になった。生徒会長に立候補した理由は、生徒会選挙の頃に困ったことがあり会長になったら変えられるかもと考え、駄目で元々と選挙に出た結果選ばれた。通販カタログを観賞することが趣味。事務能力は皆無であり、生徒会を切り盛りする副会長の篠宮りさを頼っている。
有栖川 小枝子（ありすがわ さえこ）
声 - 中原麻衣
身長：157cm / 体重：45kg / スリーサイズ：B80/W55/H78 / 誕生日：2月14日 / 所属学年・組・関系者：3年C組 / 所属部活・委員会：合唱部
所属ユニット：シンフォニア
合唱部部長。自らの事より、他人の恋話が気になる性分である。
伊勢崎 郁歩（いせざき いくほ）
声 - 宝木久美
身長：157cm / 体重：48kg / スリーサイズ：B75/W55/H80 / 誕生日：5月27日 / 所属学年・組・関係者：2年C組 / 所属部活・委員会：かるた部
一色 愛瑠（いっしき あいる）
声 - 内田愛美
身長：157cm / 体重：49kg / スリーサイズ：B85/W65/H87 / 誕生日：3月31日 / 所属学年・組・関係者：3年C組 / 所属部活・委員会：アイドル同好会
「アイルン」を自称し、アイドルを目指している。同じくアイドルを目指すミス・モノクロームとも、仲が良い。
浮橋 明日香（うきはし あすか）
声 - 久野美咲
身長：152cm / 体重：37kg / スリーサイズ：B81/W55/H79 / 誕生日：5月4日 / 所属学年・組・関係者：昇星高校2年 / 所属部活・委員会：ダンス部（他校）
所属ユニット：ライジング☆スター
「ガールフレンド（♪）」の「全国学生ダンスバトルロイヤル」でのライバルキャラクターを兼ねる。歌とダンスが大好きで物事を真正面から捉えすぎる性格。中学時代は学内でユニットを結成しダンス大会に出場していた。おばあちゃん子であり饅頭や羊羹など和菓子が好物。
円城寺 小菊（えんじょうじ こぎく）
声 - 吉岡沙知
身長：147cm / 体重：38kg / スリーサイズ：B68/W53/H70 / 誕生日：3月3日 / 所属学年・組・関係者：1年A組 / 所属部活・委員会：日本舞踊部
祖母が日本舞踊の家元で、本人も日本舞踊を嗜む。主人公の妹になりたいと思っている。
小倉 愛（おぐら めぐみ）
声 - タカオユキ → 小林都
身長：156cm / 体重：46kg / スリーサイズ：B78/W58/H80 / 誕生日：9月23日 / 所属学年・組・関係者：1年生 / 所属部活・委員会：テニス部
加賀美 茉莉（かがみ まつり）
声 - 釘宮理恵
身長：153cm / 体重：44kg / スリーサイズ：B73/W53/H78 / 誕生日：7月1日 / 所属学年・組・関係者：2年C組 / 所属部活・委員会：テニス部
テニス部だが、実は絵本やおとぎ話が大好きで、親しくなると丁寧語から砕けた口調で喋る。厳格な家庭で育ち、優等生を演じて自分を抑えている。趣味の童話や絵本収集はイメージを気にして隠している。
釘宮のイメージから描き下ろされたキャラクターである。
風町 陽歌（かぜまち はるか）
声 - 早見沙織
身長：156cm / 体重：46kg / スリーサイズ：B80/W56/H83 / 誕生日：7月3日 / 所属学年・組・関係者：2年A組 / 所属部活・委員会：軽音楽部
所属ユニット：nonet、にゅーろん★くりぃむそふと
軽音部のバンド「にゅーろん★くりぃむそふと」のボーカル兼作詞担当。歌詞を考えてしまうあまり、煮詰まる事もしばしば。父親がスタジオミュージシャン、母親がピアノ教室の先生であり、幼少期から音楽に触れてきた。優しくおおらかな性格だが、音楽に関しては繊細。「にゅーろん★くりぃむそふと」のバンド名は最初にベースの凪子とバンドを組むと決まり、かっこいい名前と可愛い名前で迷った際に両方を合わせ、好きな物をバンド名に入れた結果決定した。作曲をする際は部室でどんな曲にするかをバンドメンバー全員で話し合い、それから1人で考え、少し出来たらバンドメンバーに聴いてもらうという繰り返しで楽曲制作を行っている。好きな物は音楽、ソフトクリーム、アップリケ。アップリケは服だけでなくカバンやハンカチなどにもつけている。
川上 瀬莉（かわかみ せり）
声 - 楠浩子
身長：163cm / 体重：48kg / スリーサイズ：B80/W62/H81 / 誕生日：2月6日 / 所属学年・組・関係者：2年B組 / 所属部活・委員会：茶道部
クロエ・ルメール
声 - 丹下桜
身長：167cm / 体重：49kg / スリーサイズ：B86/W60/H88 / 誕生日：3月8日 / 所属学年・組・関係者：3年A組 / 所属部活・委員会：日本文化研究会
所属ユニット：nonet、かぶきガールズ
メインキャラクターの一人。フランスからの留学生で、日本の事に興味津々。間違った日本語やその解釈をしてしまう事もあるが、純粋な性格故に憎めない明るさを持つ。フランスには両親と2つ年上で大学生のコレットという名の姉がいる。父親は海外好きが高じて貿易会社に勤めている。クロエの好奇心の強さは父親譲り。「美少女ゲームアプリ横断総選挙」で1位を獲得した。聖櫻学園マドンナ選抜総選挙2015では3位、同2016では4位に輝いた。アニメがきっかけで日本に興味を持ち、日本の文化や歴史について勉強している。明るくのどかな性格であるが、日本の常識とのズレから困った事態を引き起こすこともある。聖櫻学園の学生寮で暮らしており、フランスの家族とはメールやインターネット通話でよく連絡を取っている。同じ寮に住んでいるロシアからの留学生のユーリヤとは仲良しであり、休日も一緒に過ごすことが多いが、唯一ナポレオンのロシア侵攻の話題だけは禁句。マンガが大好きであり、小野寺の漫画作品の大ファン。小野寺からは「これも日本のカルチャーだ」と教えられ日々オタク知識を学んでいる。学園では日本語の勉強の他に様々な部活へ体験入部し、休日はTV観賞や散歩をして新たな発見を探している。新たに見つけた日本文化を毎日ブログに書き込み、世界に向けて発信している。女子寮は基本的に個室だが、共有スペースのお風呂や食堂など寮での共同生活を通して、日本文化を体感している。学園内のイベントでも七夕や節分など日本ならではのイベントに多数参加し、楽しみながら日本の文化を勉強している。帽子にこだわりがあり、シーンに合わせて変えている。気に入った日本のグッズを集めるのが密かな趣味であり、自室は独自の基準で集めた日本ゆかりの品で溢れている。
小日向 いちご（こひなた いちご）
声 - 竹達彩奈
身長：146cm / 体重：45kg / スリーサイズ：B83/W57/H82 / 誕生日：1月5日 / 所属学年・組・関係者：1年B組 / 所属部活・委員会：美術部
所属ユニット：フレッシュあらもーど
フルーツが大好きだが、ドリアンだけが苦手。そのため、いつか克服しようと思っている。苺が大好物。
佐伯 鞠香（さえき まりか）
声 - 伊藤かな恵
身長：155cm / 体重：46kg / スリーサイズ：B79/W56/H82 / 誕生日：7月5日 / 所属学年・組・関係者：2年B組 / 所属部活・委員会：保健委員会
保健委員で、聖櫻学園のナイチンゲールと呼ばれている。将来の夢は看護師。有り余る元気なエネルギーが人助けに向けられている。大変な状況ほどデンションが上がる。世話好きで休日もボランティア活動を積極的に行っている。心実とは新体操の練習でケガをしたときに鞠香が手当てをしたことがきっかけで仲良しになり、頑張る心実の体調を気にかけている。
笹原 野々花（ささはら ののか）
声 - 戸松遥
身長：164cm / 体重：47kg / スリーサイズ：B90/W58/H89 / 誕生日：9月13日 / 所属学年・組・関係者：3年B組 / 所属部活・委員会：陶芸部
所属ユニット：コスモス
実家が喫茶店で、料理は壊滅的だが祖父直伝のコーヒーは絶品で、容姿・性格共に椎名心実の憧れの先輩である。優しくおっとり朗らかな性格。スタイル抜群の巨乳グラマーであるが、本人の自覚がないためガードが甘い。
島田 泉（しまだ いずみ）
声 - 富田美憂
身長：154cm / 体重：43kg / スリーサイズ：B77/W53/H78 / 誕生日：12月3日 / 所属学年・組・関係者：1年B組 / 所属部活・委員会：手品研究会
白瀬 つづり（しらせ つづり）
声 - 村川梨衣
身長：154cm / 体重：44kg / スリーサイズ：B72/W55/H74 / 誕生日：12月12日 / 所属学年・組・関係者：2年A組 / 所属部活・委員会：書道部
達筆だが、一般には作品が前衛的過ぎて理解出来ない。同じ部の先輩の皆藤蜜子から、スキンシップや艶やかな言葉を使われ、困惑する純情な一面を持つ。好物はうなぎ。
白鳥 詩織（しらとり しおり）
声 - 高橋美佳子
身長：156cm / 体重：45kg / スリーサイズ：B72/W55/H75 / 誕生日：12月11日 / 所属学年・組・関係者：2年C組 / 所属部活・委員会：合唱部
歌唱力は高いが、引っ込み思案で恥ずかしがりな為に合唱部を選んだ。人見知りも激しいが、一旦打ち解けると親密に接してくれる。
白水 六花（しろうず りっか）
声 - 種﨑敦美
身長：159cm / 体重：48kg / スリーサイズ：B80/W60/H84 / 誕生日：12月25日 / 所属学年・組・関係者：2年D組 / 所属部活・委員会：お助け部
橘 響子（たちばな きょうこ）
声 - 新谷良子
身長：148cm / 体重：45kg / スリーサイズ：B83/W60/H80 / 誕生日：7月20日 / 所属学年・組・関係者：国語教師 / 所属部活・委員会：弓道部
2年B組担任であり、弓道部顧問。同じAmebaのスマートフォン向けソーシャルゲームアプリ「萌えガチャ」からのキャラクター。一見すると生徒と間違われるほどの容姿で、親しみやすい性格もあり、生徒達に人気がある。明るく元気いっぱいな天然系。おっちょこいでいつも生徒から心配されている。身長が低く、黒板に板書するときはいつも背伸びをする。弓道部員の上条るいとは仲が良い。同じく教師の神崎ミコトを苦手としている。
奈木野 さくら（なぎの さくら）
声 - 安野希世乃
身長：156cm / 体重：45kg / スリーサイズ：B83/W59/H85 / 誕生日：3月12日 / 所属学年・組・関係者：1年C組 / 所属部活・委員会：お助け部
鍋島 ちより（なべしま ちより）
声 - 塙真奈美
身長：159cm / 体重：46kg / スリーサイズ：B81/W62/H83 / 誕生日：7月21日 / 所属学年・組・関係者：3年A組 / 所属部活・委員会：料理部
成瀬まなみ（なるせ まなみ）
声 - 儀武ゆう子
身長：153cm / 体重：43kg / スリーサイズ：B72/W54/H73 / 誕生日：11月2日 / 所属学年・組・関係者：1年B組 / 所属部活・委員会：バドミントン部
鳴海 調（なるみ しらべ）
声 - 皆口裕子
身長：158cm / 体重：49kg / スリーサイズ：B87/W56/H86 / 誕生日：10月17日 / 所属学年・組・関係者：音楽教師 / 所属部活・委員会：合唱部
合唱部顧問。「ガールフレンド（♪）」では強化用カードとなっている。包容力もあり、簡単に物怖じしないほどの優しい性格。
新垣 雛菜（にいがき ひな）
声 - 米澤円
身長：155cm / 体重：47kg / スリーサイズ：B79/W55/H80 / 誕生日：12月13日 / 所属学年・組・関係者：2年A組 / 所属部活・委員会：なし
自分専用のハサミを持つほど、高校生ながらヘアカットの腕前は一流で、生徒達からの評判も良い。
西野 彩音（にしの あやね）
声 - 名塚佳織
身長：148cm / 体重：39kg / スリーサイズ：B69/W54/H71 / 誕生日：3月18日 / 所属学年・組・関係者：1年A組 / 所属部活・委員会：吹奏楽部
吹奏楽部でトライアングルを担当。本人は、太鼓など大きい楽器のパーカッションを担当したいと思っている。
新田 萌果（にった もえか）
声 - 村田知沙
身長：145cm / 体重：45kg / スリーサイズ：B85/W56/H85 / 誕生日：11月14日 / 所属学年・組・関係者：1年A組 / 所属部活・委員会：演劇部
演劇部では女役の花形ヒロインを任せられる実力派。演技の幅は広く、少女から妖艶な美女までこなす。好きな人に甘えたがりで、頭を撫でられると、すごく照れながら喜ぶ。犬が大好きで「ルーちゃん」というチワワを飼っている。
長谷川 美卯（はせがわ みう）
声 - 内田彩
身長：153cm / 体重：42kg / スリーサイズ：B70/W63/H72 / 誕生日：3月21日 / 所属学年・組・関係者：1年C組 / 所属部活・委員会：飼育委員会
ウサギ達を主に可愛がっており、その一匹を「ピョン太」と名付けるほど可愛がっている。
林田 たまき（はやしだ たまき）
声 - 北原沙弥香
身長：160cm / 体重：49kg / スリーサイズ：B78/W58/H75 / 誕生日：10月10日 / 所属学年・組・関係者：3年C組 / 所属部活・委員会：応援団
林田希羅は妹。
柊 真琴（ひいらぎ まこと）
声 - 荒川美穂
身長：148cm / 体重：42kg / スリーサイズ：B85/W63/H83 / 誕生日：11月22日 / 所属学年・組・関係者：1年A組 / 所属部活・委員会：なし
所属ユニット：フレッシュあらもーど
同じAmebaのスマートフォン向けソーシャルゲームアプリ「萌えガチャ」からのキャラクター。特技はお菓子作り。森園芽以と仲が良い。甘えん坊で人懐っこいマイペースな性格。身長が低く、少しぽっちゃり体型。甘いデザートが大好物で、辛いものは苦手。ドジでのろまな自分に自信を持っていないが、何事にも素直で一生懸命な努力家の一面もある。
日野 奏恵（ひの かなえ）
声 - 福沙奈恵
身長：163cm / 体重：45kg / スリーサイズ：B82/W56/H80 / 誕生日：10月25日 / 所属学年・組・関係者：3年B組 / 所属部活・委員会：吹奏楽部
吹奏楽部でトランペットを担当し、練習も熱心にしている。
深見 絵真（ふかみ えま）
声 - 日髙のり子
身長：164cm / 体重：44kg / スリーサイズ：B72/W52/H82 / 誕生日：11月12日 / 所属学年・組・関係者：世界史教師 / 所属部活・委員会：新体操部
新体操部顧問。「ガールフレンド（♪）」では強化用カードとなっている。学生時代も新体操の選手として活躍し、その頃の服が今でも着られるのが、密かな自慢である。
三科 果歩（みしな かほ）
声 - 松井恵理子
身長：155cm / 体重：45kg / スリーサイズ：B74/W58/H80 / 誕生日：12月1日 / 所属学年・組・関係者：1年生 / 所属部活・委員会：料理部
パン作りに情熱を燃やしている。
三嶋 ゆらら（みしま ゆらら）
声 - 福原香織
身長：154cm / 体重：45kg / スリーサイズ：B77/W58/H78 / 誕生日：8月13日 / 所属学年・組・関係者：3年A組 / 所属部活・委員会：オカルト研究会
オカルト研究会部長。が、滅多に顔を部活に出さない「幽霊部長」である。
南田 七星（みなみだ ななせ）
声 - 原紗友里
身長：157cm / 体重：47kg / スリーサイズ：B78/W58/H80 / 誕生日：7月7日 / 所属学年・組・関係者：2年C組 / 所属部活・委員会：天文部
おっとりした性格の天文部員。まれに思考があさってに飛ぶため、会話が噛み合わなくなることもある。普段から意識が空に向いている為、足元が疎かでよく転んでしまう。天文学の知識と星座の神話にかなり詳しい。
望月 エレナ（もちづき えれな）
声 - 原田ひとみ
身長：165cm / 体重：48kg / スリーサイズ：B88/W55/H88 / 誕生日：5月25日 / 所属学年・組・関係者：3年A組 / 所属部活・委員会：写真部
所属ユニット：オートフォーカス
美人だが、本人は可愛い女の子にしか興味がなく、愛用のデジタルカメラで激写する事が生きがいである。それ故、警戒感を持たれることもある。村上文緒と仲が良い。撮影センスは抜群で、セルフポートレートや人物写真はコンテストで何度も入賞している。男子より女子にモテたほうが嬉しいと考えている。女の子の写真以外にも学園内のイベントの撮影も行っている。目指しているカメラマンはロバート・メイプルソープ、アラーキーなどの女性をより美しく撮影するカメラマン。甘い色っぽい雰囲気で、誰をも虜にしていしまう魔性の女。愛用のカメラは家族からの贈り物。文緒に惹かれており、強引に写真のモデルにスカウトをしようとしている。小野寺が描くマンガ作品の為に、資料として写真を提供している。写真提供の報酬としてかわいい女の子がたくさん出てくる漫画を小野寺によく描いてもらっている。平日は昼ごろから校内散策、放課後は各部活を回りながら可愛い女子を見つけベストショットを撮影している。使用カメラは一眼レフを主力に、コンパクトデジカメ、インスタントカメラ、防水カメラなどシチュエーションに合わせ使い分けている。
原田に近づけて性格が設定されており、演じやすいキャラクターであるという。
森園 芽以（もりぞの めい）
声 - 三上枝織
身長：157cm / 体重：46kg / スリーサイズ：B78/W55/H78 / 誕生日：4月22日 / 所属学年・組・関係者：1年B組 / 所属部活・委員会：なし
所属ユニット：フレッシュあらもーど
神社の一人娘で巫女も務めるが、まだ頼りないところがあり、従姉妹の重藤秋穂を「お姉ちゃん」と呼び慕っており、世話を焼かれることもしばしば。柊真琴と仲が良い。明るくのんびりとした性格。掃除をすることが好きな為、学内でもよく清掃活動を行っている。怖がりで怪談やお化け屋敷が大の苦手。お札や祝詞で対抗しようとするが霊感はない。
山野 こだま（やまの こだま）
声 - 南里侑香
身長：146cm / 体重：48kg / スリーサイズ：B80/W63/H82 / 誕生日：11月11日 / 所属学年・組・関係者：1年B組 / 所属部活・委員会：ワンダーフォーゲル部
所属ユニット：フレッシュあらもーど
小さいながらも体力自慢で、歩くのも速い。好物・得意料理はクリームシチューである。物腰が柔らかく、とても友達想いのほんわかした性格。両親が登山をきっかけに結婚したこともあり、エベレスト登頂に憧れを持つ。鳥が大好きで、山に登ると野鳥観察を欠かさずに行う。
優木 苗（ゆうき なえ）
声 - 日高里菜
身長：143cm / 体重：42kg / スリーサイズ：B68/W53/H70 / 誕生日：3月31日 / 所属学年・組・関係者：1年B組 / 所属部活・委員会：手芸部
見た目も可愛く、時谷小瑠璃に溺愛されるほど。もの凄い速さで編みぐるみを作れる特技があり、自作のクマがお気に入り。人に自作のぬいぐるみをプレゼントするのが大好き。素直すぎる性格のため、空気が読めない発言をして周囲を驚かせることもある。小さい頃からぬいぐるみが好きであり、自分であみぐるみを作っていたのがきっかけで手芸部に入部した。手芸部ではぬいぐるみの他に学園内のイベント衣装を用意する作業を行っており、以前に使用されたイベント衣装の手直しや新しい衣装を作るためイベント直前は手芸部の部室は大変なことになっている。時谷には衣装が完成した際に着せ替え人形にされている。自分の部屋にはたくさんのぬいぐるみがあり、家族のように愛を持って接している。
さくらが一番初めにデザインしたキャラクターであり、デカいリボンとフリルとクマさんという女の子らしいモチーフを盛り込んでいる。手芸部であることを分かりやすくする為に腕に針山をつけている。
夢前 春瑚（ゆめさき はるこ）
声 - 茅野愛衣
身長：150cm / 体重：43kg / スリーサイズ：B76/W54/H79 / 誕生日：4月24日 / 所属学年・組・関係者：1年C組 / 所属部活・委員会：園芸部
父が植物学者で、自らも菜園で育てるほど植物を愛している。その名のとおりにおっとりしている。不知火五十鈴とは、家が隣の幼馴染み。幼少期から植物の世話ばかりしてきたため、人付き合いがやや苦手。植物に対して深い愛情を持って日々接している。空想癖があり、授業中や休み時間問わず、ぼんやり空想していることが多い。
ユーリヤ・ヴャルコワ
声 - 上坂すみれ
身長：157cm / 体重：43kg / スリーサイズ：B73/W60/H75 / 誕生日：2月12日 / 所属学年・組・関係者：1年B組 / 所属部活・委員会：バレエ部
ロシアからの留学生。留学生の先輩であるクロエより落ち着いている。時折、何処かフラリと旅に行くのが趣味であり、旅先から手紙を送るのも好き。3歳からバレエを習っており、姿勢がとてもよく仕草が全て美しい。言葉遣いも上品である。留学した理由は見聞を広めるためであり、ロシアでただバレエを極めるだけではなく、もっと大きな何かを表現できるようになることを目標にしている。

### COOL
シンボルカラーは■青。シンボルマークはダイヤ。
赤瀬川 摩姫（あかせがわ まき）
声 - 桑門そら
身長：160cm / 体重：45kg / スリーサイズ：B77/W56/H79 / 誕生日：6月16日 / 所属学年・組・関係者：2年B組 / 所属部活・委員会：オカルト研究会
黒魔術に傾倒しており、怪しい儀式を行うこともある。
伊勢谷 里都（いせや りと）
声 - 青山吉能
身長：165cm / 体重：53kg / スリーサイズ：B76/W60/H78 / 誕生日：11月25日 / 所属学年・組・関係者：3年C組 / 所属部活・委員会：フェンシング部
岩本 樹（いわもと たつる）
声 - 世戸さおり
身長：164cm / 体重：49kg / スリーサイズ：B73/W57/H76 / 誕生日：2月11日 / 所属学年・組・関係者：2年A組 / 所属部活・委員会：歴史研究会
いわゆるミリオタで、軍事関係に傾倒している。前田彩賀とは張り合うこともあるが友人である。
音羽 ユリ（おとわ ゆり）
声 - 西梛あやか → 嶋野花
身長：154cm / 体重：46kg / スリーサイズ：B73/W58/H75 / 誕生日：8月19日 / 所属学年・組・関係者：1年B組 / 所属部活・委員会：なし
織部 千華（おりべ ちか）
声 - 後藤邑子
身長：166cm / 体重：50kg / スリーサイズ：B85/W56/H77 / 誕生日：10月18日 / 所属学年・組・関係者：2年D組 / 所属部活・委員会：サッカー部
サッカー部のゴールキーパーで、勝ち気で勝負に熱くなりやすい。部の戦術も考えるほど、頭も良い。少女的趣味はありつつ、似合わない自分にどうか取り込めないかと思案している。
皆藤 蜜子（かいとう みつこ）
声 - たかはし智秋
身長：168cm / 体重：53kg / スリーサイズ：B100/W58/H85 / 誕生日：9月1日 / 所属学年・組・関係者：3年C組 / 所属部活・委員会：書道部
学園屈指のナイスバディの持ち主だが、脇が甘く本人も気にしないため、周りに気を揉ませることもしばしば。書道の師範を目指しており、もうすぐ手が届く。書道は艶やかに書くものという信念のもと、様々な作品を生み出す。艶やか過ぎて日頃から少々目のやり場に困る存在。
神楽坂 砂夜（かぐらざか さや）
声 - 寿美菜子
身長：164cm / 体重：44kg / スリーサイズ：B88/W55/H88 / 誕生日：9月3日 / 所属学年・組・関係者：3年B組 / 所属部活・委員会：新聞委員会
所属ユニット：nonet、コスモス
新聞部部長。情報通なクールビューティーだが、気に入った人ほど弄るSっ気がある。普段は上品な物腰だが、テキパキと効率的に指示を出して部員を動かしている。人への強い好奇心を満たすために新聞部に所属している。学園内の出来事に関してはかなりの情報網を持つ。望月の撮影の腕を評価しており、校内新聞に掲載する写真をよく依頼しているが、頼んでいない女子の写真も多く少々困り果てている。
優木苗と同じく初期にさくらがデザインされ、黒髪にキツ目というオーダーで作られた。
上条 るい（かみじょう るい）
声 - 渡部優衣
身長：158cm / 体重：44kg / スリーサイズ：B70/W53/H73 / 誕生日：5月2日 / 所属学年・組・関係者：2年A組 / 所属部活・委員会：弓道部
同じAmebaのスマートフォン向けソーシャルゲームアプリ『萌えガチャ』からのキャラクター。主人公の幼馴染みであり、ツンデレ。聖櫻学園マドンナ選抜総選挙2016では5位。優秀で真面目な性格であり、周囲にキツイ言い方をしてしまうが、男子に対してのそれはただ素直に慣れないだけのもの。弓道部に所属した動機は、練習を見学した際にかっこいいと思ったこととあまり激しい運動ではないことから。休日は読書や友人と外出、家の手伝いなどを行っている。
川淵 一美（かわぶち かずみ）
声 - 井ノ上奈々
身長：158cm / 体重：46kg / スリーサイズ：B73/W59/H74 / 誕生日：5月15日 / 所属学年・組・関係者：2年C組 / 所属部活・委員会：サッカー部
神崎 ミコト（かんざき みこと）
声 - 小林ゆう
身長：168cm / 体重：53kg / スリーサイズ：B91/W58/H88 / 誕生日：6月6日 / 所属学年・組・関係者：養護教師 / 所属部活・委員会：保健委員会
保健委員会顧問。大人の女性の雰囲気を漂わせて、生徒からの人気も高いが、意外と大ざっぱな面も。同じAmebaのスマートフォン向けソーシャルゲームアプリ『萌えガチャ』からのキャラクター。
君嶋 里琉（きみじま さとる）
声 - 田村睦心
身長：160cm / 体重：46kg / スリーサイズ：B68/W55/H67 / 誕生日：5月18日 / 所属学年・組・関係者：1年C組 / 所属部活・委員会：水泳部
水泳部のホープで兄と弟がおり、その影響からか見た目も口調も少年っぽい。パーカーを愛用している。運動神経が良く、スポーツを一通りこなす。中学時代、様々な部活に誘われ、チームスポーツはしっかりやると大変そうと思い、最終的に候補の1つであった水泳部に入部した。社会人の兄、大学生の兄、小学生の弟の4人兄弟である。同じく水泳部の鈴河を尊敬しており、ノリがよく、常に明朗快活な部分に元気をもらっている。
霧生 典子（きりゅう のりこ）
声 - 白石涼子
身長：171cm / 体重：49kg / スリーサイズ：B74/W58/H78 / 誕生日：10月20日 / 所属学年・組・関係者：2年C組 / 所属部活・委員会：風紀委員会
秩序を絶対とし、規律を重んじる風紀委員。自由すぎる校風を少しでも正そうと、日夜戦い続ける。苦労性で胃痛持ち。意外に冗談を解するが、本人の冗談のセンスはまわりとズレていて通じないことがよくある。
久仁城 雅（くにしろ みやび）
声 - 斎藤千和
身長：165cm / 体重：45kg / スリーサイズ：B79/W56/H86 / 誕生日：5月22日 / 所属学年・組・関係者：鳳歌院高校3年 / 所属部活・委員会：ダンス部（他校）
所属ユニット：鳳
鳳歌院高校生徒会長。同じ生徒会長である天都かなたとは、学校は違うが仲が良い。高い見識とカリスマ性を併せ持っている。『ガールフレンド（♪）』の「全国学生ダンスバトルロイヤル」でのライバルキャラクターを兼ねる。規則正しい生活を送り、無駄な物は持ち歩かない。幼少期から華道、茶道、香道など様々な稽古事を行っている。久仁城家と朝門家は古くは主従関係にあった。祖父の代で主従関係は撤廃されてからも付き合い自体は続いていたので、物心ついた時には春日とは共にいた。
黒川 凪子（くろかわ なぎこ）
声 - 後藤沙緒里
身長：158cm / 体重：48kg / スリーサイズ：B79/W56/H81 / 誕生日：2月2日 / 所属学年・組・関係者：2年B組 / 所属部活・委員会：軽音楽部
所属ユニット：にゅーろん★くりぃむそふと
軽音部のバンド「にゅーろん★くりぃむそふと」のベース兼作曲担当。後輩の面倒見も良いが、演奏して気が乗るとパンクな気質が出る。
五代 律（ごだい りつ）
声 - 羅弘美
身長：170cm / 体重：48kg / スリーサイズ：B68/W55/H68 / 誕生日：10月1日 / 所属学年・組・関係者：3年B組 / 所属部活・委員会：剣道部
一人称は「拙者」であり、葉月柚子の実家である蕎麦屋の常連客でもある。普段は目元が前髪で隠れている。
三条 八重（さんじょう やえ）
声 - 植田佳奈
身長：152cm / 体重：46kg / スリーサイズ：B80/W55/H84 / 誕生日：6月4日 / 所属学年・組・関係者：嵯峨椿高校3年 / 所属部活・委員会：ダンス部（他校）
京都出身。『ガールフレンド（♪）』の「全国学生ダンスバトルロイヤル」でのライバルキャラクターを兼ねる。
椎名 心実（しいな ここみ）
声 - 佐藤聡美
身長：160cm / 体重：48kg / スリーサイズ：B83/W58/H85 / 誕生日：5月31日 / 所属学年・組・関係者：2年B組 / 所属部活・委員会：新体操部
所属ユニット：nonet、ランチタイムデザート
メインキャラクターの一人であり、アニメでも主役を務める。17歳。2013ミス聖櫻コンテスト1位。新体操部のエースであり、成績優秀でかつ品行方正で、男女問わず生徒からの人気が高いが、本人は無自覚。基本的にはしっかり者だが、天然な一面もある。聖櫻学園マドンナ選抜総選挙2015では2位、同2016・2017では3位。新体操の得意種目はリボン。好きな食べ物はメロンパン。3年生の笹原野々花を尊敬しているが、野々花も文武両道に打ち込める心実を尊敬しており、互いに憧れの存在となっている。新体操のプロポーションを保つために、大好物の甘いものを我慢することがある。天然気質であり、寝ぼけて教室を間違えたり、微妙なデザインのぬいぐるみを集めたりしている。建築事務所の所長を務める父親、専業主婦の母親の3人家族。父親も少し抜けたところがあり、心実の天然ぶりは父親譲り。食事のタイミングや勉強、運動の時間を決め、規則正しい生活を送っており、平日休日共にほぼ同じリズムで生活している。夕食後の5時間は常にきっちりスケジュール通り過ごす。スタイル維持のため食事はバランスを重視しているが、母親がスタミナを考えて作った豪華な料理を目の前にするとつい食べすぎてしまう。
当初はさくら小春が自身のブログにあげていた女子高生の落書きであったが、プロデューサーの横山が気に入りその絵を基にリファインした。当初は涼しい表情を心がけて描いていたが、佐藤聡美の演技に引っ張られ柔らかめな表情も描いていくことになった。
鴫野 睦（しぎの むつみ）
声 - 津田美波
身長：150cm / 体重：43kg / スリーサイズ：B71/W53/H73 / 誕生日：5月15日 / 所属学年・組・関係者：1年C組 / 所属部活・委員会：生徒会
聖櫻学園生徒会書記。真面目でしっかり者だが、趣味はゆるキャラと可愛い一面を持つ。会長のかなたに対しては素敵な人という思いも持ちつつ、不向きなことが多いのと優柔不断であること、突然大変なことをやろうとし出すところなどに困り果てている。
重藤 秋穂（しげとう あきほ）
声 - 豊口めぐみ
身長：169cm / 体重：48kg / スリーサイズ：B78/W57/H82 / 誕生日：9月10日 / 所属学年・組・関係者：3年B組 / 所属部活・委員会：弓道部
弓道部部長。クールビューティーらしい立ち振る舞いで、同性から人気が高い。方向オンチだが、基本的にしっかり者で、森園芽以とは従姉妹でお姉ちゃんと呼ばれ、頼りにされている。
東雲 レイ（しののめ れい）
声 - 喜多村英梨
身長：153cm / 体重：46kg / スリーサイズ：B70/W55/H73 / 誕生日：9月28日 / 所属学年・組・関係者：2年C組 / 所属部活・委員会：なし
成績優秀で、コンピュータのバグ潰しとロックを好むボクっ娘。学校には、単位が取れるギリギリでしか出席しない困った面も。姫島木乃子とは腐れ縁とも言える友人。2歳の頃からPCをいじっているため、PCはかなり詳しい。プライドが高く、言葉遣いが少しキツい。人をからかうことが彼女のコミュニケーション方法の一つであるため、悪気はなくてもスパッとものを言ってしまうことがある。
不知火 五十鈴（しらぬい いすず）
声 - 悠木碧
身長：146cm / 体重：43kg / スリーサイズ：B78/W55/H81 / 誕生日：8月7日 / 所属学年・組・関係者：2年A組 / 所属部活・委員会：華道部
家は立派な日本家屋で、華道の家元。成績も良く着物を愛用し、自身も華道を嗜む。背が低いことをコンプレックスに思っている。学年でTOP3に入るほどの優秀な成績を収めている。人間観察が大好きで、ジーッと人を見つめてしまうため、よく人をドキドキさせてしまっているが本人は気付いていない。私服はほぼ着物。
千代浦 あやめ（ちようら あやめ）
声 - 小松未可子
身長：161cm / 体重：46kg / スリーサイズ：B71/W55/H68 / 誕生日：11月11日 / 所属学年・組・関係者：3年A組 / 所属部活・委員会：美術部
月隈 林子（つきぐま りんこ）
声 - 鈴木みのり
身長：149cm / 体重：42kg / スリーサイズ：B75/W60/H80 / 誕生日：10月7日 / 所属学年・組・関係者：1年C組 / 所属部活・委員会：お助け部
月白 陽子（つきしろ ようこ）
声 - 遠藤綾
身長：161cm / 体重：49kg / スリーサイズ：B86/W57/H88 / 誕生日：1月9日 / 所属学年・組・関係者：英語教師 / 所属部活・委員会：英語研究会
2年C組担任であり、英語研究会顧問。一見すると堅く真面目な印象があるが、中身は温和で少し気弱。メイクを落として髪を解けば、本来の性格に戻る。
藤堂 静子（とうどう しずこ）
声 - 田中敦子
身長：165cm / 体重：49kg / スリーサイズ：B85/W57/H87 / 誕生日：10月5日 / 所属学年・組・関係者：教頭 / 所属部活・委員会：料理部
聖櫻学園教頭。『ガールフレンド（♪）』では声は収録されていない。調理師免許も取得しており、その腕前とアドバイスは高い。祐天寺弥生は、教員時代の教え子。
遠山 未涼（とおやま みすず）
声 - 前田玲奈
身長：160cm / 体重：45kg / スリーサイズ：B70/W56/H70 / 誕生日：7月23日 / 所属学年・組・関係者：2年C組 / 所属部活・委員会：数学研究会
直江 悠（なおえ ゆう）
声 - 潘めぐみ
身長：166cm / 体重：48kg / スリーサイズ：B72/W58/H86 / 誕生日：6月11日 / 所属学年・組・関係者：昇星高校3年 / 所属部活・委員会：ダンス部（他校）
所属ユニット：ライジング☆スター
元新体操部。『ガールフレンド（♪）』の「全国学生ダンスバトルロイヤル」でのライバルキャラクターを兼ねる。幼少期から英才教育を受けてきたためアスリートとしては一流だが常識に疎く、突飛な行動をよくする。練習後の癒しとして猫画像満載のブログ巡りを就寝前に行っている。昼食は牡丹に作ってもらっているが、カロリーを気にしている悠は牡丹の大雑把な料理に文句をつけ毎回喧嘩になっている。新体操部での得意種目はボール。中学時代は全国大会で個人準優勝の成績を収めている。
夏目 真尋（なつめ まひろ）
声 - 茅原実里
身長：153cm / 体重：44kg / スリーサイズ：B79/W57/H77 / 誕生日：4月20日 / 所属学年・組・関係者：2年A組 / 所属部活・委員会：文芸部
所属ユニット：夢色ダイアリー
自らも小説を執筆する文学少女。恋愛小説も書いているが、内緒にしている。春宮つぐみとは友人。趣味が合う文緒とは仲良し。小説の中でも恋愛モノが好きであるが、人には言えない恥ずかしがり屋。メモを持ち歩いて、小説の参考に書き留めている。創作をする際はアイデア出しに波があり、考えても出ない時もあり、なんでもないときにアイデアが思いつくこともある。お風呂に入っている時にアイデアが浮かぶことが多く、アイデアが浮んだ際はすぐにメモが取れず一生懸命忘れないように繰り返しながら、慌ててお風呂を出ることがしばしばある。新聞部に頼まれて短編の小説を書くことが多く、校内で自身の作品を読まれた際にときどき感想をもらうことがある。新聞部の学校新聞に4コマ漫画を掲載している小野寺とは締切の怖さを共感できる同志である。小説のネタ探しのためにイベントによく参加している。褒められることに不慣れであり、可愛いと言われると怒ったふりで照れ隠しをしてしまう。
七海 四季（ななみ しき）
声 - 三澤紗千香
身長：164cm / 体重：45kg / スリーサイズ：B76/W62/H74 / 誕生日：11月3日 / 所属学年・組・関係者：2年D組 / 所属部活・委員会：マンガ研究会
本人はマンガを描くことを隠していたが、バレてしまいマンガ研究会に入部させられる。描く際は、愛用のモバイルタブレットを使用する。
南條 クミコ（なんじょう くみこ）
声 - 東城日沙子
身長：162cm / 体重：48kg / スリーサイズ：B78/W62/H81 / 誕生日：9月9日 / 所属学年・組・関係者：2年A組 / 所属部活・委員会：新聞委員会
神楽坂砂夜の片腕となり、スクープを追っている。が、余計な一言を言ってしまい、怒らせることも。
飛原 鋭子（ひばら えいこ）
声 - 伊藤静
身長：165cm / 体重：49kg / スリーサイズ：B77/W60/H79 / 誕生日：4月6日 / 所属学年・組・関係者：3年B組 / 所属部活・委員会：将棋部
将棋部部長。岩本樹と前田彩賀から「軍師殿」と呼ばれている。
前田 彩賀（まえだ さいか）
声 - 石黒千尋
身長：159cm / 体重：49kg / スリーサイズ：B76/W58/H78 / 誕生日：1月15日 / 所属学年・組・関係者：2年A組 / 所属部活・委員会：歴史研究会
いわゆる歴女であり、岩本樹とは友人。
正岡 真衣（まさおか まい）
声 - 斎藤桃子
身長：149cm / 体重：38kg / スリーサイズ：B69/W53/H70 / 誕生日：9月9日 / 所属学年・組・関係者：3年B組 / 所属部活・委員会：なし
虚弱であり、保健室のお世話になることもしばしば。対照的な鈴河凛乃と仲が良い。生まれつき身体が弱い。快適な療養生活を送るため、健康情報や寝具に詳しい。物静かだが精神的にタフな一面も持つ。外出時はなるべく暖かい格好をするように心がけている。
真白 透子（ましろ とうこ）
声 - 堀江由衣
身長：155cm / 体重：40kg / スリーサイズ：B78/W55/H78 / 誕生日：12月24日 / 所属学年・組・関係者：2年A組 / 所属部活・委員会：なし
家が芸能一家で、本人は劣等感があり、そのことにプレッシャーを感じている。引っ込み思案だが、歌唱力は高い。
水野 楓夏（みずの ふうか）
声 - 白石晴香
身長：163cm / 体重：47kg / スリーサイズ：B83/W62/H82 / 誕生日：7月26日 / 所属学年・組・関係者：購買職員 / 所属部活・委員会：購買部
ミス・モノクローム
声 - 堀江由衣
身長：155cm / 体重：不明 / スリーサイズ：不明 / 誕生日：不明 / 所属学年・組・関係者：2年C組 / 所属部活・委員会：なし
所属ユニット：オーバーテクノロジズム
学園に来た謎のアンドロイド少女で、螺子川来夢に興味を持たれている。オセロが非常に強い。感情表現ができないため、多感な年頃の集団の中で感情を学ぶことを目的として学園に転入してきた。常識や感情の機微にうとく、スでボケたり、きついツッコミが飛び出したりする。
堀江のコンサートでのモノクロームと異なり、目の中に花の模様が入っている。
見吉 奈央（みよし なお）
声 - 内田真礼
身長：170cm / 体重：45kg / スリーサイズ：B83/W53/H85 / 誕生日：1月16日 / 所属学年・組・関係者：2年C組 / 所属部活・委員会：なし
現役モデルとして活躍するが、学校では眠たげで、居眠りすることもしばしば。容姿を整えることでスイッチが切り替わり、ハキハキとした態度になる。かなりの甘えん坊。
村上 文緒（むらかみ ふみお）
声 - 名塚佳織
身長：160cm / 体重：45kg / スリーサイズ：B86/W56/H86 / 誕生日：11月2日 / 所属学年・組・関係者：3年A組 / 所属部活・委員会：図書委員会
所属ユニット：nonet、オートフォーカス
メインキャラクターの一人。聖櫻学園マドンナ選抜総選挙で、2014年から2020年まで7年連続1位。取っつきにくい印象だが、本人は口べたなだけで、本好きな優しい性格。望月エレナやクロエ・ルメールとは友人。無愛想なせいで親切心で言ったことも他人に誤解されやすく、その誤りを訂正することもできない自分に内心落ち込んでいる。内面的には善良な常識人で、ほどほどに年ごろの女の子。本からの知識が多い耳年増なタイプであり、クロエが間違った日本語や日本の知識を披露したときは文緒が先生となって正しい知識を教えている。小学校教師の父親と、元小学校教師の母親との3人家族。父親は読書家であり本好きは父親の影響。ジャンルは問わず様々な本を読み、常にお気に入りの1冊を探している。加賀美茉莉とは絵本を探すために訪れた際に知り合い、本好き同士意気投合して仲が深まった。1日の読書時間は平日約5時間、休日約8時間以上である。読む本のジャンルも生活に密着しており、朝は気持ちが高まる冒険もの、昼はじっくりと推理もの、夜は眠くなる哲学書や専門書、中断しやすい雑学ものなど場面に合ったものを選んでいる。お気に入りの一冊である「銀河鉄道の夜」は常にカバンの中に入れており、いつでも読めるようにしている。成績は学年で常に上位。中でも現代文や古典など国語系科目の点数はトップクラス。運動は苦手であるため、体育の成績は良くない。自作の押し花をあしらった、オリジナルのしおりを使っている。おしゃれにはあまり興味がなく、落ち着いた性格に合ったシックな色合いの服を好み、服に合わせてヘアピンを変えている。
八束 由紀恵（やつか ゆきえ）
声 - 今井麻美
身長：161cm / 体重：45kg / スリーサイズ：B70/W56/H73 / 誕生日：4月2日 / 所属学年・組・関係者：2年C組 / 所属部活・委員会：学級委員
所属ユニット：C組カンタービレ
2年C組学級委員長。勉強も出来て、個性的なC組をまとめるしっかり者。いつも落ち着いていて、テキパキと物事をこなす。しっかり者に見えると思われがちだが、やることは意外と大雑把。携帯やパソコンを普通に使いこなすが、それとは別に昔ながらの文通を趣味としている。
雪風 真弥（ゆきかぜ まや）
声 - 斎藤楓子
身長：173cm / 体重：49kg / スリーサイズ：B68/W64/H69 / 誕生日：9月14日 / 所属学年・組・関係者：2年B組 / 所属部活・委員会：演劇部
演劇部の「男装の麗人」役で女子生徒の人気が高い。テンションが上がると、芝居がかった口調で喋る。
竜ヶ崎 珠里椏（りゅうがさき じゅりあ）
声 - 森島亜梨紗
身長：172cm / 体重：50kg / スリーサイズ：B85/W60/H83 / 誕生日：12月10日 / 所属学年・組・関係者：1年A組 / 所属部活・委員会：なし
サラシを胸に巻き、行動も口調も素行不良で、腕っぷしの強さは他校にも名が知れ渡るほど。しかし、根は硬派で正義感が強く、一度認めた相手には敬意を払う。

### POP
シンボルカラーは■黄色。シンボルマークはスペード。
甘利 燈（あまり あかり）
声 - 赤﨑千夏
身長：153cm / 体重：43kg / スリーサイズ：B72/W54/H74 / 誕生日：4月13日 / 所属学年・組・関係者：1年C組 / 所属部活・委員会：オカルト研究会
スプラッタ趣味があり、そのぬいぐるみも持ち歩いている。人を驚かせるのも好きなようである。活発で礼儀正しい性格。大好きな人には笑顔で「ホルマリン漬けにしたい」などと恐ろしい願望を口走る。ホラー映画好きであり、特に画面いっぱいに血しぶきが噴出し、肉片が飛び散るといった作品を好む。常に持ち歩いてるぬいぐるみは「リビングデッドクマー」であり、甘利の自室には秘蔵の人形コレクションがある。スプラッタは大好きであるが、和製ホラーは苦手である。
綾小路 美麗（あやのこうじ みれい）
声 - 山口立花子
身長：152cm / 体重：43kg / スリーサイズ：B73/W53/H80 / 誕生日：12月23日 / 所属学年・組・関係者：1年C組 / 所属部活・委員会：乗馬部
見た目どおりのお嬢様だが、主人公を「下僕」と呼ぶなど、高飛車である。
石田 いすき（いしだ いすき）
声 - 小見川千明
身長：146cm / 体重：45kg / スリーサイズ：B69/W55/H74 / 誕生日：5月10日 / 所属学年・組・関係者：2年B組 / 所属部活・委員会：地学部
『ミュ〜コミ+プラス』の番組企画内で、リスナーからの投稿を元にキャラクター形成された。
江藤 くるみ（えとう くるみ）
声 - 洲崎綾
身長：155cm / 体重：48kg / スリーサイズ：B78/W60/H80 / 誕生日：2月20日 / 所属学年・組・関係者：1年B組 / 所属部活・委員会：軽音楽部
所属ユニット：にゅーろん★くりぃむそふと
軽音部のバンド「にゅーろん★くりぃむそふと」のギター担当。
大山 真由里（おおやま まゆり）
声 - 大久保瑠美
身長：155cm / 体重：46kg / スリーサイズ：B77/W58/H77 / 誕生日：10月25日 / 所属学年・組・関係者：1年A組 / 所属部活・委員会：空手部
空手に打ち込み、熊田一葉とは部活は違えど良きライバルであり、先輩後輩の間柄である。「～っス」という口調で喋る。
緒川 唯（おがわ ゆい）
声 - 和氣あず未
身長：164cm / 体重：48kg / スリーサイズ：B92/W60/H85 / 誕生日：8月19日 / 所属学年・組・関係者：3年A組 / 所属部活・委員会：ダンス部
押井 知（おしい とも）
声 - 藤田咲
身長：153cm / 体重：44kg / スリーサイズ：B75/W57/H79 / 誕生日：4月9日 / 所属学年・組・関係者：2年A組 / 所属部活・委員会：放送委員会
放送委員会の裏方であり、櫻井明音とは友人でありパートナーである。ボタンやスイッチを押すことが好き。
小野寺 千鶴（おのでら ちづる）
声 - 儀武ゆう子
身長：164cm / 体重：49kg / スリーサイズ：B82/W60/H83 / 誕生日：12月21日 / 所属学年・組・関係者：3年C組 / 所属部活・委員会：マンガ研究会
所属ユニット：妄想ヲタクラスタ
マンガ研究会部長。校内新聞の4コママンガから同人誌まで、幅広くマンガを描いている。オープンで気の良い性格。面倒見がよく後輩からの人望も厚い。ただし、原稿が煮詰まっているときは、色々と怪しい発言を連呼してしまう。読む漫画に拘りはなく、手当たり次第な雑食。
掛井 園美（かけい そのみ）
声 - 大坪由佳
身長：156cm / 体重：47kg / スリーサイズ：B82/W60/H83 / 誕生日：8月1日 / 所属学年・組・関係者：2年C組 / 所属部活・委員会：なし
所属ユニット：妄想ヲタクラスタ
腐女子で、薄い本をこよなく愛する。
栢嶋 乙女（かやしま おとめ）
声 - 内山夕実
身長：166cm / 体重：44kg / スリーサイズ：B68/W54/H71 / 誕生日：7月20日 / 所属学年・組・関係者：3年A組 / 所属部活・委員会：日本文化研究会
特技はキャラ弁作りで、色々と作れる技量の持ち主。シュールな文字の書かれたTシャツを着ている事が多い。
岸田 稚慧（きしだ ちえ）
声 - 辻坂茜
身長：154cm / 体重：44kg / スリーサイズ：B71/W62/H73 / 誕生日：8月22日 / 所属学年・組・関係者：2年B組 / 所属部活・委員会：なし
桐山 優月（きりやま ゆづき）
声 - 門脇舞以
身長：155cm / 体重：46kg / スリーサイズ：B78/W55/H80 / 誕生日：5月5日 / 所属学年・組・関係者：2年C組 / 所属部活・委員会：映画研究会
SF映画が大好き。色白なので赤面しやすい。ゆっくり話していて癒し系の雰囲気だが、SF映画の話題になると饒舌になる。見た目に惹かれた男子にはモテておりよく告白されるが、趣味が合う人ではないからと断っている。
熊田 一葉（くまだ かずは）
声 - 佐倉綾音
身長：162cm / 体重：48kg / スリーサイズ：B78/W62/H78 / 誕生日：12月9日 / 所属学年・組・関係者：2年C組 / 所属部活・委員会：柔道部
所属ユニット：C組カンタービレ
柔道に打ち込んでいるが、勉強などそれ以外はサッパリである。食欲も旺盛である。
小泉 由佳（こいずみ ゆか）
声 - 豊田萌絵
身長：163cm / 体重：45kg / スリーサイズ：B80/W55/H82 / 誕生日：8月6日 / 所属学年・組・関係者：1年C組 / 所属部活・委員会：ダンス部
今時のギャルだが、何故かお嬢様の綾小路美麗と仲が良い。勉強は苦手だがダンスは得意。
九重 忍（ここのえ しのぶ）
声 - 桑島法子
身長：164cm / 体重：48kg / スリーサイズ：B87/W58/H80 / 誕生日：9月15日 / 所属学年・組・関係者：3年C組 / 所属部活・委員会：ビリヤード同好会
所属ユニット：コスモス
ビリヤード同好会会長。部への昇格を目指して、日々部員の勧誘活動を行っている。ビリヤードの腕前はプロ級で、クールな整った容姿を持つ。が、実際には大ざっぱで気さくな性格で、恋愛や下ネタなどが苦手な純情な一面も。ビリヤードを始めたきっかけは見ていてかっこいいと思い、たまたまやりやすい環境が近くにあったので始めそのままハマったという。ビリヤードのプロになることを目標にしている。玉井とは中学からの付き合いであり、クラスメイトで席が近く、お互いウマがあったので仲良くなった。
酒井田 夏海（さかいだ なつみ）
声 - 諏訪彩花
身長：166cm / 体重：50kg / スリーサイズ：B92/W58/H86 / 誕生日：7月11日 / 所属学年・組・関係者：3年B組 / 所属部活・委員会：お助け部
相楽 エミ（さがら えみ）
声 - 東山奈央
身長：152cm / 体重：45kg / スリーサイズ：B89/W56/H84 / 誕生日：11月8日 / 所属学年・組・関係者：2年B組 / 所属部活・委員会：大道芸研究会
ジャグリングなどの大道芸を得意とするが、本当は不器用であり、技の習得は怠らない努力の賜物である。普段は、やる気と元気を見せる明るい性格。心実とは新体操の道具に興味を持ったことがきっかけで仲良しになり、パフォーマーとしてお互い尊敬し合っている。
櫻井 明音（さくらい あかね）
声 - 佐藤利奈
身長：160cm / 体重：48kg / スリーサイズ：B85/W58/H87 / 誕生日：11月20日 / 所属学年・組・関係者：2年C組 / 所属部活・委員会：放送委員会
所属ユニット：nonet、C組カンタービレ
メインキャラクターの一人。ポニーテールとシュシュに拘りを持ち、夢はスポーツ実況のアナウンサーである。同じく放送委員会の押井知とは仲良しである。普段は明るく朗らかであるが、マイクを持ちアナウンスをはじめると別人のような熱い口調になる。その際は知に注意されつつ、お昼の放送を届けている。気配り上手で男女問わず友人が多いクラスの人気者。趣味はシュシュ集め。父、母、弟の響也の4人家族。実況が好きになったのは、幼少期にスポーツ好きの父と見たプロレスの試合で熱い実況に憧れたことがきっかけ。個性豊かな2年C組を纏めるのに苦労している八束由紀恵をサポートしている。霧生典子とは正反対なタイプであるので注意し合うこともあるが、自分にないお互いの一面を尊敬し合っている。平日、休日を通して全力で1日を楽しむことを心がけており、毎日のお昼の放送や発音練習、休日はTVのスポーツ実況を聴いてプロの実況を研究し、夢に向かって日々努力している。また友人との時間も大事にしており、休日に一緒にショッピングに出かけたり、学校の休み時間や放課後などでも友人と常に楽しい時間を過ごせるように心がけている。インタビューで使用するICレコーダーやメモ帳、ノドをケアするグッズは必需品。また、気分で付け替えられるようにシュシュやリボンを数種類持ち歩いている。放送委員会ではアナウンス、インタビューを主に行っており、その実力が評価され学園行事での司会や実況も行っている。お昼の放送ではトーク内容や選曲を考えるだけでなく、「旬の生徒にアタック！」コーナーのゲスト選びも明音の仕事。10階建てのマンションの5階に住んでおり、自室は元々弟と相部屋で、高校進学時に個室になった。室内にはドレッサーやぬいぐるみなど女の子らしいアイテムが置かれている。
篠宮 りさ（しのみや りさ）
声 - 日笠陽子
身長：162cm / 体重：45kg / スリーサイズ：B80/W54/H84 / 誕生日：4月8日 / 所属学年・組・関係者：2年B組 / 所属部活・委員会：生徒会
所属ユニット：聖櫻カウンシル
聖櫻学園生徒会副会長。生徒会の取りまとめ役として、頼りになる副会長。が、会長の天都かなたの無茶ぶりに振り回される事もしばしば。
鈴河 凛乃（すずかわ りの）
声 - 加藤英美里
身長：157cm / 体重：42kg / スリーサイズ：B73/W57/H72 / 誕生日：8月10日 / 所属学年・組・関係者：2年B組 / 所属部活・委員会：水泳部
猫のようなくせ毛と雰囲気を持ち、学園にうろつく野良猫の「大将」と仲が良く、一緒に散歩や日なたぼっこをする。健康的な現在とは逆で幼い頃は病弱体質だった為、人並みに過ごせるようになった今、人一倍幸せを感じて、何気ない日常を楽しく過ごしている。「にゃはは」というクセのある笑い方で笑う。目を離すと授業中でもすぐにどこかに行ってしまう。
反町 牡丹（そりまち ぼたん）
声 - 井口裕香
身長：171cm / 体重：52kg / スリーサイズ：B86/W59/H88 / 誕生日：4月30日 / 所属学年・組・関係者：昇星高校3年 / 所属部活・委員会：ダンス部（他校）
所属ユニット：ライジング☆スター
元ソフトボール部。「ガールフレンド（♪）」の「全国学生ダンスバトルロイヤル」でのライバルキャラクターを兼ねる。男勝りな性格と言葉遣いで誤解されやすいが、料理上手で子供好きの一面を持つ。中学時代はソフトボール部に所属し全国大会にも出場した。ポジションはエースで4番。下に兄弟が4人おり面倒見が良い。
高崎 瑠依（たかさき るい）
声 - 田村奈央
身長：163cm / 体重：48kg / スリーサイズ：B82/W58/H85 / 誕生日：3月19日 / 所属学年・組・関係者：2年A組 / 所属部活・委員会：英語研究会
元気で活発な性格。海外出身であり、家庭の仕事の関係でヨーロッパやアメリカに住んでいたこともある。今でも外国風な言い回しが抜けきらない。スケボーと紅茶が大好き。
高良 美海（たから うみ）
声 - 黒沢ともよ
身長：150cm / 体重：48kg / スリーサイズ：B82/W59/H80 / 誕生日：8月8日 / 所属学年・組・関係者：玉宮高校2年 / 所属部活・委員会：ダンス部（他校）
沖縄出身。美空の双子の妹。「ガールフレンド（♪）」の「全国学生ダンスバトルロイヤル」でのライバルキャラクターを兼ねる。
高良 美空（たから そら）
声 - 芹澤優
身長：150cm / 体重：48kg / スリーサイズ：B82/W59/H80 / 誕生日：8月8日 / 所属学年・組・関係者：玉宮高校2年 / 所属部活・委員会：ダンス部（他校）
沖縄出身。美海の双子の姉。「ガールフレンド（♪）」の「全国学生ダンスバトルロイヤル」でのライバルキャラクターを兼ねる。
武内 未美（たけうち みみ）
声 - 辻美優
身長：165cm / 体重：45kg / スリーサイズ：B82/W63/H89 / 誕生日：6月30日 / 所属学年・組・関係者：2年生 / 所属部活・委員会：ヨガ同好会
玉井 麗巳（たまい れみ）
声 - 下屋則子
身長：163cm / 体重：48kg / スリーサイズ：B76/W56/H78 / 誕生日：1月31日 / 所属学年・組・関係者：3年C組 / 所属部活・委員会：ゴルフ部
所属ユニット：コスモス
明るく脳天気だが、勝負にこだわりがあり、特にゴルフでは勝ちを狙いに行く。脇が甘く、少しくらい見えても気にしない困った面も。九重忍とは、友人。頭を使うことが苦手。
時谷 小瑠璃（ときたに こるり）
声 - 田村ゆかり
身長：148cm / 体重：43kg / スリーサイズ：B73/W57/H78 / 誕生日：11月29日 / 所属学年・組・関係者：3年C組 / 所属部活・委員会：手芸部
手芸部部長で、既に現役のデザイナーとしても活躍。幼い容姿に似合わない物言いをするが、それに見合う見識と度量の持ち主。多くのオリジナル衣装を手掛けており、製作スピードは常人の3倍とも言われている。豪放な性格で人の服を着せ替えるのが趣味。金髪ツインテールの可愛らしい女の子だが、見た目に反したボーイッシュな喋り方が特徴。
戸村 美知留（とむら みちる）
声 - 阿澄佳奈
身長：162cm / 体重：48kg / スリーサイズ：B85/W58/H87 / 誕生日：6月26日 / 所属学年・組・関係者：2年C組 / 所属部活・委員会：なし
所属ユニット：妄想ヲタクラスタ
「トムトムミッチー」の渾名を持つコスプレイヤー。コスプレ費用のために、様々なアルバイトを掛け持ちしている。いつも笑顔で、前向きな楽天家。自作のコスプレ衣装は完成度が高い。コスプレイヤー界では有名な人物。
豊永 日々喜（とよなが ひびき）
声 - 野中藍
身長：160cm / 体重：42kg / スリーサイズ：B74/W56/H73 / 誕生日：2月13日 / 所属学年・組・関係者：嵯峨椿高校3年 / 所属部活・委員会：ダンス部（他校）
大阪出身。「ガールフレンド（♪）」の「全国学生ダンスバトルロイヤル」でのライバルキャラクターを兼ねる。主人公を「兄さん」と親しみを込めて呼んでいる。ツッコミ用のハリセンをどこからともなく用意している。
螺子川 来夢（ねじかわ らいむ）
声 - 豊崎愛生
身長：155cm / 体重：48kg / スリーサイズ：B78/W60/H71 / 誕生日：6月10日 / 所属学年・組・関係者：2年A組 / 所属部活・委員会：ロボット研究会
所属ユニット：オーバーテクノロジズム
ロボット研究会部長。自分で肩乗りロボを作れる天才で、将来の夢は人間とロボットとの共存である。ポップな服装が特徴的であり、主人公を「助手くん」と呼んでいる。機会いじりが大好きで、頼まれた機会の修理は快く引き受ける。だが、好きなこと以外は全くやらない。学園の集会はいつも欠席。人間との恋愛は少々苦手。
葉月 柚子（はづき ゆずこ）
声 - 石原夏織
身長：153cm / 体重：44kg / スリーサイズ：B79/W56/H80 / 誕生日：6月16日 / 所属学年・組・関係者：1年A組 / 所属部活・委員会：ラクロス部
朝比奈桃子とは幼馴染みで家も隣同士で姉妹のように仲がいい。それ故、桃子のことが心配でいつも世話を焼いている。実家は蕎麦屋で、五代律は蕎麦屋の常連客。
羽鳥 晶（はとり あきら）
声 - 後藤香織 → 杉村ちか子
身長：166cm / 体重：51kg / スリーサイズ：B78/W60/H80 / 誕生日：2月17日 / 所属学年・組・関係者：2年A組 / 所属部活・委員会：バスケ部
花房 優輝（はなふさ ゆうき）
声 - 麻倉もも
身長：150cm / 体重：43kg / スリーサイズ：B80/W60/H68 / 誕生日：1月12日 / 所属学年・組・関係者：2年D組 / 所属部活・委員会：なし
一見すると、地味で大人しいが、キラリと光る何かを持つ雰囲気がある。引っ込み思案だがダンスが得意で、弟や妹思いの優しい性格。
林田 希羅（はやしだ きら）
声 - 森嵜美穂
身長：165cm / 体重：48kg / スリーサイズ：B83/W58/H85 / 誕生日：7月18日 / 所属学年・組・関係者：1年C組 / 所属部活・委員会：応援団
林田たまきは姉。「勝利の女神」の渾名を持つ。
早見 英子（はやみ えいこ）
声 - 加隈亜衣
身長：165cm / 体重：53kg / スリーサイズ：B70/W61/H73 / 誕生日：10月23日 / 所属学年・組・関係者：2年C組 / 所属部活・委員会：サッカー部
春宮 つぐみ（はるみや つぐみ）
声 - 高垣彩陽
身長：165cm / 体重：46kg / スリーサイズ：B85/W57/H78 / 誕生日：5月5日 / 所属学年・組・関係者：2年C組 / 所属部活・委員会：陸上部
所属ユニット：C組カンタービレ、夢色ダイアリー
陸上部のエースでボーイッシュな容姿だが、本人は恋愛関連の小説やマンガを好む乙女。夏目真尋と仲が良い。運動神経がよく、女子のファンが多い。恋愛は奥手なタイプで、少女漫画のような恋愛に強い憧れを持つが、周りの友人には秘密にしている。主人公のクラスメイトであり、高跳びを専門にしている。高跳び以外の種目も行っているが、専門を高跳びにしている理由は跳べたときの気分が良かったため。真尋が書いた小説を読んだ際は、どこが良かったか、どこがわかりにくかったかなどなるべくごまかさずに意見を言う。
東野 梓（ひがしの あずさ）
声 - 井澤詩織
身長：158cm / 体重：50kg / スリーサイズ：B76/W63/H77 / 誕生日：9月12日 / 所属学年・組・関係者：2年B組 / 所属部活・委員会：卓球部
幼少期から卓球一筋。ラケットはペンホルダー派。非常に負けず嫌いであり、学校のイベントでは他の運動部の女子に負けまいと常に頑張っている。将来はドイツの卓球リーグに入りたいと思っている。
姫島 木乃子（ひめじま きのこ）
声 - 水橋かおり
身長：145cm / 体重：42kg / スリーサイズ：B69/W53/H70 / 誕生日：6月3日 / 所属学年・組・関係者：2年C組 / 所属部活・委員会：なし
所属ユニット：妄想ヲタクラスタ
あだ名は「しめじ」で、本名を忘れられている事が多い。典型的なオタク。東雲レイとは腐れ縁とも言える友人。授業中はほとんど寝ている為、存在感がないと思われがちだが、変人なのでとにかく目立つ。ゲームが大好きで、徹夜でプレイすることがしばしばある。
芙来田 伊吹（ふきた いぶき）
声 - 真堂圭
身長：154cm / 体重：43kg / スリーサイズ：B77/W58/H75 / 誕生日：1月26日 / 所属学年・組・関係者：1年A組 / 所属部活・委員会：囲碁部
商店街にある銭湯の看板娘であり、お爺ちゃん子。祖父から手ほどきを受けた囲碁に興味を持ち、囲碁部に入部した。葉月柚子や朝比奈桃子とも、同じ商店街とあって仲が良い。
古谷 朱里（ふるや しゅり）
声 - 小清水亜美
身長：163cm / 体重：48kg / スリーサイズ：B75/W59/H85 / 誕生日：6月18日 / 所属学年・組・関係者：2年C組 / 所属部活・委員会：考古学研究会
牧瀬 昴（まきせ すばる）
声 - 小岩井ことり
身長：154cm / 体重：39kg / スリーサイズ：B78/W55/H82 / 誕生日：1月7日 / 所属学年・組・関係者：鳳歌院高校2年 / 所属部活・委員会：ダンス部（他校）
所属ユニット：鳳
「ガールフレンド（♪）」の「全国学生ダンスバトルロイヤル」でのライバルキャラクターを兼ねる。雅と春日に認められるため、日々ハードな練習を積んでいる。雅のパフォーマンスを見たときから雅に憧れている。それ故か、やや他人には厳しい口調になってしまう。
皆口 英里（みなぐち えり）
声 - 楠田亜衣奈
身長：166cm / 体重：52kg / スリーサイズ：B78/W63/H80 / 誕生日：8月14日 / 所属学年・組・関係者：2年B組 / 所属部活・委員会：ソフトボール部
宮内 希（みやうち のぞみ）
声 - 広橋涼
身長：153cm / 体重：45kg / スリーサイズ：B77/W58/H79 / 誕生日：1月1日 / 所属学年・組・関係者：1年C組 / 所属部活・委員会：映画研究会
臆病であるが、特撮の変身ヒーローをこよなく愛する。
山田 はな（やまだ はな）
声 - 丸塚香奈
身長：151cm / 体重：43kg / スリーサイズ：B68/W60/H70 / 誕生日：8月31日 / 所属学年・組・関係者：2年B組 / 所属部活・委員会：なし
0点を1000点に書き換えるほどの、おバカ。
祐天寺 弥生（ゆうてんじ やよい）
声 - 沢城みゆき
身長：158cm / 体重：44kg / スリーサイズ：B74/W53/H75 / 誕生日：3月25日 / 所属学年・組・関係者：日本史教師 / 所属部活・委員会：風紀委員会
日本史教師。2年Ａ組担当。聖櫻学園の卒業生で、物腰は柔らかく生徒に人気がある。が、在校生時代は格闘技系の部活を掛け持ちし、数々の武勇伝を残し、今でも笑顔で恐ろしいことを言うことがある。
湯川 基世（ゆかわ きせ）
声 - 金元寿子
身長：148cm / 体重：44kg / スリーサイズ：B72/W54/H75 / 誕生日：1月23日 / 所属学年・組・関係者：2年A組 / 所属部活・委員会：科学部
所属ユニット：オーバーテクノロジズム
科学部副部長で白衣をはおり、怪しい薬を開発したり、実験で爆発を起こしたりする。グルグル眼鏡を取れば可愛いが、本人は自分の容姿に興味がない。研究が大好きで室内で日々研究に没頭している。そのため肌の色が白く、日差しに弱い。自分のことを「我輩」と呼ぶ。
弓削 楓（ゆげ かえで）
声 - 長久友紀
身長：164cm / 体重：43kg / スリーサイズ：B78/W53/H80 / 誕生日：2月14日 / 所属学年・組・関係者：3年B組 / 所属部活・委員会：なし
同じAmebaのスマートフォン向けソーシャルゲームアプリ「萌えガチャ」からのキャラクター。誰に対しても気さくな性格で天真爛漫。類まれなる美脚の持ち主で、モテモテ小悪魔系として学内で有名。好きになると一直線で、ときどきヤキモチ焼きになり、少女っぽい可愛らしい一面を見せるが、ときには大胆な行動をとる。
吉川 繭子（よしかわ まゆこ）
声 - 大前愛華→菱川花菜
身長：163cm / 体重：50kg / スリーサイズ：B85/W58/H86 / 誕生日：7月22日 / 所属学年・組・関係者：2年B組 / 所属部活・委員会：なし
吉永 和花那（よしなが わかな）
声 - 福圓美里
身長：151cm / 体重：44kg / スリーサイズ：B71/W65/H69 / 誕生日：10月15日 / 所属学年・組・関係者：3年C組 / 所属部活・委員会：演劇部
演劇部部長。舞台の監督・演出を手がけるだけでなく、一人で何役もこなせるほどの卓越した演技力を持つ。
蓬田 菫（よもぎだ すみれ）
声 - 五十嵐裕美
身長：146cm / 体重：44kg / スリーサイズ：B73/W55/H75 / 誕生日：1月8日 / 所属学年・組・関係者：2年A組 / 所属部活・委員会：軽音楽部
所属ユニット：にゅーろん★くりぃむそふと
軽音部のバンド「にゅーろん★くりぃむそふと」のドラム担当でジャズをこよなく愛する。何故か、オヤジくさい名古屋弁口調で喋る。「だがや」が口癖。カジュアルに制服を着崩し、ポップでカラフルなイメージ。
テレビアニメ化の際に描き出されたキャラクターで要望は「明るい子」。服や小物もカラフルでお団子と前髪が特徴的。
李 春燕（り ちゅんいぇん）
声 - 阿部玲子
身長：160cm / 体重：48kg / スリーサイズ：B82/W58/H85 / 誕生日：10月11日 / 所属学年・組・関係者：2年A組 / 所属部活・委員会：中国拳法部
中国からの留学生。中国拳法が一番と思って他の格闘部に他流試合を申し込むも、断られている。好物・得意料理は肉まん。中華料理屋でアルバイトをしており、出前を担当することもある。

### エール素材
他のカードの育成(エール)のために使用されるカード。
荒井 薫（あらい かおる）
声 - 井上ほの花
身長：165cm / 体重：51kg / スリーサイズ：B81/W60/H83 / 誕生日：4月11日 / 所属学年・組・関係者：トレーナー / 所属部活・委員会：陸上部
陸上部顧問。陸上競技全般を指導するトレーナー。経験豊富で生徒からの信頼も厚い。
久保田 友季（くぼた ゆき）
声 - 鈴木亜理沙
身長：160cm / 体重：48kg / スリーサイズ：B79/W61/H82 / 誕生日：7月12日 / 所属学年・組・関係者：トレーナー / 所属部活・委員会：水泳部
水泳部顧問。優しい性格で生徒とも友達のように接する。
畑山政子（はたやま まさこ）
声 - 障子聖奈→生田ひかる
身長：163cm / 体重：49kg / スリーサイズ：B86/W55/H85 / 誕生日：11月6日 / 所属学年・組・関係者：トレーナー / 所属部活・委員会：空手部
空手部顧問。スパルタ系トレーナーであり、厳しい指導を行うが、その分生徒の成長も早い。

### 期間限定カード
| 属性       | 属性  | 名前         | 学年       | 声優                                               | 備考                                             |
| ---------- | ----- | ------------ | ---------- | -------------------------------------------------- | ------------------------------------------------ |
|            | SWEET | 芹那         | 1年生      | 芹那                                               | [ 129 ]                                          |
| 橋本環奈   | SWEET | 1年生        | 橋本環奈   | [ 130 ]                                            |                                                  |
| 吉野屋先生 | SWEET |              | 松来未祐   | 『ひだまりスケッチ×ハニカム』との コラボレーション |                                                  |
| ゆの       | SWEET | 2年生        | 阿澄佳奈   | 『ひだまりスケッチ×ハニカム』との コラボレーション |                                                  |
|            | POP   | 宮子         | 2年生      | 『ひだまりスケッチ×ハニカム』との コラボレーション | 水橋かおり                                       |
| 乃莉       | POP   | 1年生        | 原田ひとみ | 『ひだまりスケッチ×ハニカム』との コラボレーション |                                                  |
| なずな     | POP   | 1年生        | 小見川千明 | 『ひだまりスケッチ×ハニカム』との コラボレーション |                                                  |
|            | SWEET | 甘露梅乃     | 1年生      | 田中美海                                           | カンロとのコラボレーション                       |
| 鹿目まどか | SWEET |              | 悠木碧     | 『魔法少女まどか☆マギカ』との コラボレーション     |                                                  |
|            | COOL  | 暁美ほむら   |            | 『魔法少女まどか☆マギカ』との コラボレーション     | 斎藤千和                                         |
|            | SWEET | 佐倉杏子     |            | 『魔法少女まどか☆マギカ』との コラボレーション     | 野中藍                                           |
|            | POP   | 美樹さやか   |            | 『魔法少女まどか☆マギカ』との コラボレーション     | 喜多村英梨                                       |
| 巴マミ     | POP   |              | 水橋かおり | 『魔法少女まどか☆マギカ』との コラボレーション     |                                                  |
| 志筑仁美   | POP   |              | 新谷良子   | 『魔法少女まどか☆マギカ』との コラボレーション     |                                                  |
| ココア     | POP   |              | 佐倉綾音   | 『ご注文はうさぎですか??』との コラボレーション    |                                                  |
|            | SWEET | チノ         |            | 『ご注文はうさぎですか??』との コラボレーション    | 水瀬いのり                                       |
|            | COOL  | リゼ         |            | 『ご注文はうさぎですか??』との コラボレーション    | 種田梨沙                                         |
|            | POP   | 千夜         |            | 『ご注文はうさぎですか??』との コラボレーション    | 佐藤聡美                                         |
| シャロ     | POP   |              | 内田真礼   | 『ご注文はうさぎですか??』との コラボレーション    |                                                  |
| 御坂美琴   | POP   |              | 佐藤利奈   | 『とある魔術の禁書目録III』との コラボレーション   |                                                  |
|            | SWEET | 白井黒子     |            | 『とある魔術の禁書目録III』との コラボレーション   | 新井里美                                         |
|            | COOL  | インデックス |            | 『とある魔術の禁書目録III』との コラボレーション   | 井口裕香                                         |
|            | POP   | 打ち止め     |            | 『とある魔術の禁書目録III』との コラボレーション   | 日高里菜                                         |
|            | SWEET | 中野一花     |            | 花澤香菜                                           | 『五等分の花嫁』との コラボレーション            |
|            | COOL  | 中野二乃     |            | 竹達彩奈                                           | 『五等分の花嫁』との コラボレーション            |
| 中野三玖   | COOL  |              | 伊藤美来   |                                                    | 『五等分の花嫁』との コラボレーション            |
|            | POP   | 中野四葉     |            | 佐倉綾音                                           | 『五等分の花嫁』との コラボレーション            |
|            | SWEET | 中野五月     |            | 水瀬いのり                                         | 『五等分の花嫁』との コラボレーション            |
|            | POP   | 悠木美弥花   |            | 竹達彩奈                                           | 『オルタナティブガールズ2』との コラボレーション |
|            | SWEET | 有村詩音     |            | 茅野愛衣                                           | 『オルタナティブガールズ2』との コラボレーション |
|            | COOL  | 吉良小百合   |            | 本渡楓                                             | 『オルタナティブガールズ2』との コラボレーション |
| 雪城若菜   | COOL  |              | 小清水亜美 |                                                    | 『オルタナティブガールズ2』との コラボレーション |

### 敵キャラクター
ゲーム内のイベント「たすけて！マイヒーロー」において敵キャラクターのボイスがイベント期間中限定で実装されている。
- 悪部長、悪ヨッパライ男、悪ギター男、悪華道男、悪桜男、悪酔い男 - 声：千葉繁
- GWマン2、GWマン3、GWマン4、GWマン5、GWマン0、悪カッパ男 - 声：小山力也
- 悪オーナー - 声：石塚運昇
- 悪七夕男 - 声：麦人
- 悪落武者、悪魚類学者 - 声：堀内賢雄
- 悪神輿男、悪鬼教官 - 声：秋元羊介
- 悪カウボーイ - 声：大塚芳忠
- 悪天狗 - 声：肝付兼太
- 悪除霊師 - 声：立木文彦
- 悪水泳紳士 - 声：堀川りょう
- 悪天像儀男 - 声：古川登志夫
- 悪贈り物男 - 声：キートン山田
- 悪寿司職人 - 声：屋良有作
- 悪彦月、悪ラッパー、悪お兄さん - 声：山口勝平
- 悪花男、悪侍 - 声：矢尾一樹
- 悪フェス男 - 声：飛田展男
- 悪サイコロ男 - 声：井上和彦
- 悪ギャル男 - 声：三ツ矢雄二
- 悪指揮男 - 声：茶風林
- 初悪夢男 - 声：島田敏
- 悪桃男、悪オリーヴ - 声：子安武人
- 悪プリンス男 - 声：水島裕
- 悪推理男 - 声：大川透
- 悪バイト男、悪大食漢 - 声：中原茂
- 悪講師 - 声：高木渉
- 悪山車男、悪DJ - 声：檜山修之
- 悪バスガイド、悪噴火 - 声：白鳥哲
- 悪演説男 - 声：梁田清之
- 悪僧侶 - 声：小野坂昌也
- 悪神主 - 声：うえだゆうじ
- 悪食レポ男、悪川魚男 - 声：新垣樽助
- 悪代官男、悪カメラ男 - 声：中田譲治
- 悪濡れ男 - 声：小西克幸
- 悪彦星、悪参拝客 - 声：三木眞一郎
- 悪熱血男、悪成金 - 声：高橋広樹
- 悪野生男 - 声：津田健次郎
- 悪月見男 - 声：てらそままさき
- 悪司会男 - 声：小山剛志
- 悪振付師 - 声：三宅健太
- 悪神社男 - 声：竹本英史
- 悪チョコ男 - 声：浪川大輔
- 悪ホワイトデー男 - 声：谷山紀章
- 悪芸人 - 声：陶山章央
- 悪男星、悪カメラ男 - 声：伊藤健太郎
- 悪パン男、悪泥棒 - 声：岩田光央
- 悪コーチ - 声：楠大典
- 悪仮装男 - 声：速水奨
- 悪司会者 - 声：清川元夢
- 悪ダンス講師、悪花見男 - 声：大友龍三郎
- 悪神官 - 声：宮澤正
- 悪ショコラ男 - 声：浜田賢二
- 悪ナルシスト男 - 声：松岡禎丞
- 悪雨小僧 - 声：桜井敏治
- 悪織姫、悪戦隊男 - 声：浅沼晋太郎
- 悪デカ男 - 声：杉田智和
- 悪審判 - 声：宇垣秀成
- 悪行楽男 - 声：中村大樹
- 悪校長 - 声：坂口候一
- 悪花見芸人 - 声：高戸靖広
- 悪実況男 - 声：小形満
- 悪お助けマン、悪証券男 - 声：江川央生
- 悪鬼、悪強面男 - 声：保志総一朗
- 悪兄貴 - 声：森田成一
- 悪探偵男 - 声：ラブ守永
- 悪太鼓男 - 声：前すすむ
- 悪スカウト男 - 声：カンカン
- 悪魔法使い - 声：東峰零士
- 悪タダ喰い男 - 声：山口誠
- 悪ダンスロボ - 声：与座よしあき
- 悪神職男 - 声：池田勝
- 悪配信男 - 声：狩野英孝
- 悪キザ男 - 声：宮澤聡
- 悪おねぇ男 - 声：稲田徹
- 悪ペスト医者 - 声：置鮎龍太郎
- 悪落語家 - 声：阿部敦
- 悪監督男 - 声：黒田崇矢
- 悪サンバ男 - 声：竹内良太
- 悪滝行男 - 声：後藤ヒロキ
- 悪モテ番長 - 声：勝杏里
- 悪漆黒紳士、悪姉御 - 声：下山吉光
- 悪水売り男 - 声：川原慶久
- 悪Bボーイ - 声：阪口大助
- 悪ボドゲ男 - 声：竹内栄治
- 悪祭り男 - 声：最上嗣生
- 悪俊足男 - 声：佐藤拓也
- 悪デザイナー男 - 声：野島裕史
- 悪時渡り男 - 声：千葉一伸
- 悪堕天使男 - 声：鳥海浩輔

またコラボイベントの捕獲対象として、「おねがい！まどか☆マギカ〜夏の魔女退治大合戦〜」ではキュゥべえ（声：加藤英美里）が、「らびっと❤ハンターズ〜冬のもふもふ捕獲大合戦〜」ではティッピーが登場した。

### その他
若林 璃子（わかばやし りこ）
聖櫻学園生徒会書記の3年生。ゲーム開始時のチュートリアルなどで登場。
セルジュ・ジャン・ルメール
声 - 浜田賢二
主にアニメに登場する他、一部のカードの背景にも映りこんでいる。クロエの父。
武上 創士郎（たけがみ そうしろう）
声 - 大塚明夫
「ガールフレンド（♪）」のみの登場。聖櫻学園理事長。
櫻井 響也（さくらい きょうや）
櫻井明音の弟。一部のカードに映りこんでいる。中学生でサッカー部所属。
コレット・ルメール
クロエの姉。アニメの写真で存在は明かされていたが、2人ストーリーにて本格的に登場しフルネームも判明した。一部カードにも映りこんでいるほかスタイルのいい見た目からは想像もつかないくらい食欲旺盛でありクロエが驚くほど回転寿司の皿を積み上げていた。
村上文乃（むらかみ あやの）
声 - 名塚佳織
村上文緒の母。よく文緒の姉と間違えられる。2018年のエイプリルフール企画「ガールフレンド（母）」では公式Twitterのナビゲーターとなった（2日に元に戻った）。
葉月哲也（はずき てつや）
声 - 松川央樹
葉月柚子の父で蕎麦処「葉月庵」の店主。聖櫻学園物語のエピソードに登場。
朝比奈ひろし（あさひな ひろし）
声 - 石塚堅
朝比奈桃子の父で「朝比奈酒店」の店主。聖櫻学園物語のエピソードに登場。
朝比奈桜（あさひな さくら）
声 - 小倉唯
朝比奈桃子の母。聖櫻学園物語のエピソードに登場。以上3名は聖櫻学園のOB・OGで藤堂静子と同期だった。

## 開発
プロデューサーの横山祐果が「男性向けのスマホアプリ」を作るというところから企画がスタートした。当時のカードゲーム市場の中で、他のサービス以上にプレイヤーが楽しめる付加価値を付ける事が出来ないか考えた際に、ボイス付のカードゲームが当時ほとんど無かった為、カードに声優のボイスをつけることにした。「女の子をとにかく可愛く見せる」、「プレイヤーが女の子に愛着を持ってくれているところを大事にする」ということを一番に考えて制作した。大勢の声優が参加している為、当初はボイス収録に苦労し横山が思っていた以上に時間がかかってしまい、ガール達の制作は1年先まで計画しなければならなかったので、新ガールのイラスト制作やシラリオライターのセリフの執筆などの準備に苦労した。サービス開始後はプレイユーザーが増えるほど、イラストに求められるクオリティが上がっていくのを感じディレクターの田中一馬はプレッシャーが大きくなっていたという。ゲーム内イベントの「たすけて！マイヒーロー」に登場する悪男にボイスが実装されたのは横山のアイデアであり、サイバーエージェント社内で「ボーイフレンド（仮）」の開発を行っている際に、男性声優にも本作に出演させたいという思いつきにより実現された。
キャラクターデザインのQP:flapperに依頼がきたのが2012年の春でありタイトなスケジュールであった為、最初は断ろうと思っていたが、担当者から『ハイスクール!奇面組』のような作品にしたいという企画内容を聞いていくうちに、興味をもち依頼を受けた。
制服のデザインは元々サイバーエージェントが運営していたソーシャルゲーム『萌えガチャ』の制服を踏襲したデザインになっている。当初はブレザーであったが、最終的にセーラー服を採用し、学年ごとに襟のライン、スカートの色が異なるものになった。キャラクターごとに担当が分かれており、さくらが最初に手掛けたキャラクターは優木苗、小原が最初に手掛けたキャラクターは春宮つぐみ。「姫島木乃子」は声優の水橋かおりがキャラクターの原案となるラフを描いた。

## ネットラジオ

### ガルフレラジオ〜エレナと木乃子の秘密の放課後〜
2013年10月8日から2015年6月16日まで、HiBiKi Radio Stationにて「ガルフレラジオ〜エレナと木乃子の秘密の放課後〜」が配信された。全89回。第3-52回は毎回ゲストが登場する形式になっていた。更新は毎週火曜日正午。配信期限は配信日から1週間。出演は原田ひとみ（望月エレナ 役）、水橋かおり（姫島木乃子 役）。
コーナー
- ガルフレ図鑑（第1 - 52回） - 『ガールフレンド（仮）』の登場キャラクターを紹介するコーナー。
- 好感度アップ↑ダウン↓ - 女の子に対しての脳内シチュエーションを募集し、好感度が上がるか下がるか判定するコーナー。
- 聖櫻学園 応援団 - 応援して欲しい事柄を募集し、「スイート」、「クール」、「ポップ」の属性をランダムで選び応援するコーナー。
- 聖櫻学園 音楽室 - エレナと木乃子の2人に言ってほしい台詞を募集し、毎回コーナーのジングルとして使用する。
- エレナと木乃子の『女子部！』 - 萌える女子の言動・シチュエーションを募集して発表する。
- 聖櫻学園 秘密の放課後！ - リスナーの秘密にしていることを募集して発表していく。
- 聖櫻学園 バトルロワイヤル - パーソナリティの2人に対決してほしい企画を募集し、実際に対決していく。

配信リスト
| 回     | 配信日   | パーソナリティー                                      |
| 2013年 | 2013年   | 2013年                                                |
| ------ | -------- | ----------------------------------------------------- |
| 第1回  | 10月8日  | 原田ひとみ、水橋かおり                                |
| 第2回  | 10月15日 | 原田ひとみ、水橋かおり                                |
| 第3回  | 10月22日 | 原田ひとみ、水橋かおり、小見川千明（石田いすき 役）   |
| 第4回  | 10月29日 | 水橋かおり、渡部優衣（上条るい 役）                   |
| 第5回  | 11月5日  | 原田ひとみ、田村睦心（君嶋里琉 役）                   |
| 第6回  | 11月12日 | 水橋かおり、津田美波（鴫野睦 役）                     |
| 第7回  | 11月19日 | 原田ひとみ、水橋かおり、内山夕実（栢嶋乙女 役）       |
| 第8回  | 11月26日 | 原田ひとみ、水橋かおり、東山奈央（相楽エミ 役）       |
| 第9回  | 12月3日  | 原田ひとみ、水橋かおり、斎藤楓子（雪風真弥 役）       |
| 第10回 | 12月10日 | 原田ひとみ、水橋かおり、山口立花子（綾小路美麗 役）   |
| 第11回 | 12月17日 | 水橋かおり、大坪由佳（掛井園美 役）                   |
| 第12回 | 12月24日 | 原田ひとみ、内田彩（長谷川美卯 役）                   |
| 第13回 | 12月31日 | 水橋かおり、広橋涼（宮内希 役）                       |
| 2014年 |          |                                                       |
| 第14回 | 1月7日   | 原田ひとみ、高橋美佳子（白鳥詩織 役）                 |
| 第15回 | 1月14日  | 原田ひとみ、水橋かおり、丹下桜（クロエ・ルメール 役） |
| 第16回 | 1月21日  | 原田ひとみ、水橋かおり、森島亜梨紗（竜ヶ崎珠里椏 役） |
| 第17回 | 1月28日  | 原田ひとみ、三上枝織（森園芽以 役）                   |
| 第18回 | 2月4日   | 水橋かおり、村川梨衣（白瀬つづり 役）                 |
| 第19回 | 2月11日  | 原田ひとみ、茅原実里（夏目真尋 役）                   |
| 第20回 | 2月18日  | 水橋かおり、名塚佳織（村上文緒・西野彩音 役）         |
| 第21回 | 2月25日  | 原田ひとみ、後藤香織（羽鳥晶 役）                     |
| 第22回 | 3月4日   | 原田ひとみ、水橋かおり、福原香織（三嶋ゆらら 役）     |
| 第23回 | 3月11日  | 原田ひとみ、水橋かおり、羅弘美（五代律 役）           |
| 第24回 | 3月18日  | 水橋かおり、米澤円（新垣雛菜 役）                     |
| 第25回 | 3月25日  | 原田ひとみ、水橋かおり、原紗友里（南田七星 役）       |
| 第26回 | 4月1日   | 原田ひとみ、水橋かおり、荒川美穂（柊真琴 役）         |
| 第27回 | 4月8日   | 原田ひとみ、楠田亜衣奈（皆口英里 役）                 |
| 第28回 | 4月15日  | 原田ひとみ、水橋かおり、田村奈央（高崎瑠依 役）       |
| 第29回 | 4月22日  | 原田ひとみ、水橋かおり、東城日沙子（南條クミコ 役）   |
| 第30回 | 4月29日  | 原田ひとみ、金元寿子（湯川基世 役）                   |
| 第31回 | 5月6日   | 水橋かおり、丸塚香奈（山田はな 役）                   |
| 第32回 | 5月13日  | 原田ひとみ、藤田咲（押井知 役）                       |
| 第33回 | 5月20日  | 水橋かおり、儀武ゆう子（小野寺千鶴・成瀬まなみ 役）   |
| 第34回 | 5月27日  | 原田ひとみ、宝木久美（伊勢崎郁歩 役）                 |
| 第35回 | 6月3日   | 水橋かおり、阿部玲子（李春燕 役）                     |
| 第36回 | 6月10日  | 水橋かおり、楠浩子（川上瀬莉 役）                     |
| 第37回 | 6月17日  | 原田ひとみ、伊藤かな恵（佐伯鞠香 役）                 |
| 第38回 | 6月24日  | 水橋かおり、伊藤静（飛原鋭子 役）                     |
| 第39回 | 7月1日   | 原田ひとみ、水橋かおり、伊藤美来（浅見景 役）         |
| 第40回 | 7月8日   | 原田ひとみ、たかはし智秋（皆藤蜜子 役）               |
| 第41回 | 7月15日  | 水橋かおり、白石涼子（霧生典子 役）                   |
| 第42回 | 7月22日  | 原田ひとみ、悠木碧（不知火五十鈴 役）                 |
| 第43回 | 7月29日  | 原田ひとみ、水橋かおり、吉岡沙知（円城寺小菊 役）     |
| 第44回 | 8月5日   | 原田ひとみ、水橋かおり、森嵜美穂（林田希羅 役）       |
| 第45回 | 8月12日  | 原田ひとみ、水橋かおり、門脇舞以（桐山優月 役）       |
| 第46回 | 8月19日  | 原田ひとみ、井上喜久子（天都かなた 役）               |
| 第47回 | 8月26日  | 原田ひとみ、水橋かおり、日高里菜（優木苗 役）         |
| 第48回 | 9月2日   | 原田ひとみ、豊田萌絵（小泉由佳 役）                   |
| 第49回 | 9月9日   | 水橋かおり、井ノ上奈々（川淵一美 役）                 |
| 第50回 | 9月16日  | 原田ひとみ、水橋かおり、佐藤利奈（櫻井明音 役）       |
| 第51回 | 9月23日  | 原田ひとみ、小林ゆう（神崎ミコト 役）                 |
| 第52回 | 9月30日  | 水橋かおり、松井恵理子（三科果歩 役）                 |
| 第53回 | 10月7日  | 原田ひとみ、水橋かおり                                |
| 第54回 | 10月14日 | 原田ひとみ、水橋かおり                                |
| 第55回 | 10月21日 | 原田ひとみ、水橋かおり                                |
| 第56回 | 10月28日 | 原田ひとみ、水橋かおり                                |
| 第57回 | 11月4日  | 原田ひとみ、水橋かおり、丹下桜                        |
| 第58回 | 11月11日 | 原田ひとみ、水橋かおり                                |
| 第59回 | 11月18日 | 原田ひとみ、水橋かおり                                |
| 第60回 | 11月25日 | 原田ひとみ、水橋かおり                                |
| 第61回 | 12月2日  | 原田ひとみ、水橋かおり                                |
| 第62回 | 12月9日  | 水橋かおり、名塚佳織                                  |
| 第63回 | 12月16日 | 水橋かおり、名塚佳織                                  |
| 第64回 | 12月23日 | 原田ひとみ、小見川千明                                |
| 第65回 | 12月30日 | 原田ひとみ、小見川千明                                |
| 2015年 |          |                                                       |
| 第66回 | 1月6日   | 水橋かおり、茅野愛衣                                  |
| 第67回 | 1月13日  | 水橋かおり、茅野愛衣                                  |
| 第68回 | 1月20日  | 原田ひとみ、水橋かおり、佐藤利奈                      |
| 第69回 | 1月27日  | 原田ひとみ、水橋かおり、佐藤利奈                      |
| 第70回 | 2月3日   | 原田ひとみ、水橋かおり                                |
| 第71回 | 2月10日  | 原田ひとみ、水橋かおり、丹下桜                        |
| 第72回 | 2月17日  | 原田ひとみ、水橋かおり                                |
| 第73回 | 2月24日  | 原田ひとみ、水橋かおり                                |
| 第74回 | 3月3日   | 原田ひとみ、水橋かおり                                |
| 第75回 | 3月10日  | 原田ひとみ、水橋かおり                                |
| 第76回 | 3月17日  | 原田ひとみ、水橋かおり                                |
| 第77回 | 3月24日  | 原田ひとみ、水橋かおり                                |
| 第78回 | 3月31日  | 原田ひとみ、水橋かおり                                |
| 第79回 | 4月7日   | 原田ひとみ、水橋かおり                                |
| 第80回 | 4月14日  | 原田ひとみ、水橋かおり                                |
| 第81回 | 4月21日  | 原田ひとみ、水橋かおり                                |
| 第82回 | 4月28日  | 原田ひとみ、水橋かおり                                |
| 第83回 | 5月5日   | 原田ひとみ、水橋かおり                                |
| 第84回 | 5月12日  | 原田ひとみ、水橋かおり                                |
| 第85回 | 5月19日  | 原田ひとみ、水橋かおり                                |
| 第86回 | 5月26日  | 原田ひとみ、水橋かおり                                |
| 第87回 | 6月2日   | 原田ひとみ、水橋かおり                                |
| 第88回 | 6月9日   | 原田ひとみ、水橋かおり                                |
| 第89回 | 6月16日  | 原田ひとみ、水橋かおり                                |

### ガルフレ♪ラジオ「明音と文緒の聖櫻学園放送室♪」
ゲーム「ガールフレンド（♪）」に関する情報を発信する番組。2015年12月3日よりHiBiKi Radio Stationにて配信。更新は毎週木曜日正午。配信期限は配信日から1週間。パーソナリティは佐藤利奈（櫻井明音 役）、名塚佳織（村上文緒 役）が務める。
2017年3月15日に発表された第3回アニラジアワードにて、「BEST BENEFIT RADIO ためになるラジオ賞（一般枠）」を受賞した。
コーナー
- 答えてガール♪ - パーソナリティへのふつおたコーナー。
- 目指せ！全国NO.1 - ゲームの目標である、「ダンスバトルで優勝する」為に必要なメニューをリスナーから募集する。
- スキャンダラスなのは誰? - リスナーが目撃・体験したスキャンダルな出来事を募集する。
- キミだけに囁いてあげる♪ - 番組が指定したセリフに対する、前後のシチュエーション・セリフをリスナーから募集する大喜利コーナー。

ゲスト
| 回     | 配信日   | ゲスト                               |
| 2016年 | 2016年   | 2016年                               |
| ------ | -------- | ------------------------------------ |
| 第11回 | 2月11日  | 佐藤聡美（椎名心実 役）              |
| 第12回 | 2月18日  | 佐藤聡美（椎名心実 役）              |
| 第17回 | 3月24日  | 斎藤千和（久仁城雅 役）              |
| 第18回 | 3月31日  | 斎藤千和（久仁城雅 役）              |
| 第20回 | 4月14日  | 井口裕香（反町牡丹 役）              |
| 第21回 | 4月21日  | 井口裕香（反町牡丹 役）              |
| 第22回 | 4月28日  | 種田梨沙（朝門春日 役）              |
| 第23回 | 5月5日   | 種田梨沙（朝門春日 役）              |
| 第28回 | 6月9日   | M・A・O（アネット・オルガ・唐澤 役） |
| 第29回 | 6月16日  | M・A・O（アネット・オルガ・唐澤 役） |
| 第30回 | 6月23日  | 野中藍（豊永日々喜 役）              |
| 第31回 | 6月30日  | 野中藍（豊永日々喜 役）              |
| 第36回 | 8月4日   | 植田佳奈（三条八重 役）              |
| 第37回 | 8月11日  | 植田佳奈（三条八重 役）              |
| 第38回 | 8月18日  | 釘宮理恵（加賀美茉莉 役）            |
| 第39回 | 8月25日  | 釘宮理恵（加賀美茉莉 役）            |
| 第48回 | 10月27日 | 佐藤聡美                             |
| 第49回 | 11月3日  | 佐藤聡美                             |
| 第54回 | 12月8日  | 丹下桜（クロエ・ルメール 役）        |
| 第55回 | 12月15日 | 丹下桜（クロエ・ルメール 役）        |
| 第56回 | 12月22日 | 後藤沙緒里（黒川凪子 役）            |
| 第57回 | 12月29日 | 後藤沙緒里（黒川凪子 役）            |
| 2017年 |          |                                      |
| 第58回 | 1月5日   | 津田美波（鴫野睦 役）[注 17]         |
| 第59回 | 1月12日  | 津田美波（鴫野睦 役）[注 17]         |

## 書籍
『ガールフレンド（仮） 学園名簿』（コスミック出版）
2013年3月28日発売。ローソン限定販売。内容は立ち絵、カード絵、プロフィールが掲載されている。特典としてゲーム内アイテムのシリアルコードが同梱された。
『ガールフレンド（仮） 公式ビジュアルファンブック』（エンターブレイン）
2013年8月8日発売。キャラクター紹介、イラスト、インタビューが掲載されている。
『ガールフレンド（仮）マガジン』（KADOKAWA アスキー・メディアワークス）
2014年8月22日創刊（電撃ホビーマガジン増刊）、6号までは月刊、その後、2015年10月22日に7号（電撃マオウ増刊）、2015年12月24日に8号（電撃G's magazine増刊）、2016年2月26日に9号（電撃マオウ増刊）が刊行。
『ガールフレンド(仮) 公式ビジュアルコレクション』（KADOKAWA アスキー・メディアワークス）
2014年12月25日発売
『ガールフレンド(仮) 公式ビジュアルコレクションVol.2』（KADOKAWA アスキー・メディアワークス）
2015年12月25日発売
『ガールフレンド(仮) 公式ビジュアルコレクションVol.3』（KADOKAWA アスキー・メディアワークス）
2017年2月14日発売
『TVアニメ ガールフレンド(仮) 公式パーフェクトビジュアルブック』（KADOKAWA アスキー・メディアワークス）
2015年2月27日発売。TVアニメの原画メイン。

## 漫画

### 雑誌連載
- ガールフレンド（仮）椎名心実編 〜恋してマドンナ〜（作画：秋奈つかこ）
  - 『電撃マオウ』（KADOKAWA アスキー・メディアワークス）2014年9月号から2015年2月号まで連載。単行本は全1巻。
- ガールフレンド（仮） 村上文緒編 〜Secret Smile〜（作画：瀬口たかひろ）
- ガールフレンド（仮） クロエ・ルメール編 〜クロエと日本と未来のトビラ〜（作画：アズマサワヨシ）
- ガールフレンド（仮） 櫻井明音編 〜心をこめて、勇気のOn Air!〜（作画：kakao）
- があるふれんど（かり） 〜聖櫻学園 girl's diary〜（作画：な！）
  - 上記4作品は、全て『ガールフレンド（仮）マガジン』2014年10月号から2015年3月号まで連載。単行本は各全1巻。
- ガールフレンド（♪）〜nonet notes〜（作画：耳式）
  - 『電撃マオウ』（KADOKAWA アスキー・メディアワークス）2015年12月号から2017年1月号まで連載。単行本は1巻で、2巻は電子書籍のみ[150]。
- THE BEST STAGE ガールフレンド（♪）〜Side MOMOKO〜（作画：昆布わかめ）
  - 『ガールフレンド（仮）マガジン』2015年12月号から2016年4月号まで連載。単行本は全1巻。

### WEB連載
- もっと！ガールフレンド
  - 公式サイトにて2015年7月31日から2017年9月13日まで連載。3話完結型の短編。各担当回で作画は異なる。わた・るぅー作画の作品のみ、単行本は全1巻。
- もっと！！ガールフレンド
  - 公式サイトにて2017年9月30日から連載。1話完結型の短編。各担当回で作画は異なる。

### アンソロジーコミック
- ガールフレンド(仮) 電撃コミックアンソロジー
  - 執筆者：秋奈つかこ、ヤス、いみぎむる、原悠衣、Koi、小梅けいと、西崎えいむ、櫻井マコト、ヤザワヒロキ、タカムラマサヤ、イチヒ、からあげ太郎、桂イチホ、wara、石津カユ、吉北ぽぷり、北峰ラリュウ、bkub、葉乃はるか、米白粕
  - 2015年2月26日発売。単行本は全1巻。
- ガールフレンド(♪) 電撃コミックアンソロジー
  - 執筆者：原悠衣、柏原麻美、タチ、桐原いづみ、雨宮結鬼、滝沢リネン、かんづめ、草壁レイ、浦稀えんや、文尾文、naga、mot、原田靖生、あしもと☆よいか
  - 2016年3月25日発売。単行本は全1巻。

## テレビアニメ
2014年10月から12月まで、テレビ東京ほかにて放送された。なお、地上波での提供読みはクロエ・ルメール役の丹下桜が担当している。
アニメ化はゲーム開発当初から構想されており、2年の時を経てようやく実現した。女性声優のオールスター・キャストということで注目を集めた。
放送開始前週には事前特番が放送された。
ゲームでは描かれていないキャラクターそれぞれの想いやキャラクター同士の絆を深く描いている。ガールたちをかわいく見せることに拘っている。サイバーエージェントからは「キャラクターを崩さずに、かわいく」、「女の子をたくさん登場させたい」という2つの要望を出され、「女の子のかわいさとは何か」という根源的な部分から制作を始めた。制作開始初期は1人のガールの成長を描くという案があったが、主軸のキャラクターを1人にすると行動範囲が制限されてしまうため、1話完結型のオムニバス形式で展開することになった。オムニバス形式なので、ライターごとの個性を活かしたシナリオになっており、ほのぼのとした可愛らしいものやコミカルなものなど様々なテイストのエピソードになっている。劇中の季節は秋から冬とガール達と視聴者が一緒の時間を感覚を味わわせるために放送時期と合わせている。

### キャスト
- 椎名心実 - 佐藤聡美
- 櫻井明音 - 佐藤利奈
- 村上文緒 - 名塚佳織
- クロエ・ルメール - 丹下桜
- 望月エレナ - 原田ひとみ
- 笹原野々花 - 戸松遥
- 葉月柚子 - 石原夏織
- 天都かなた - 井上喜久子
- 不知火五十鈴 - 悠木碧
- 時谷小瑠璃 - 田村ゆかり
- 夏目真尋 - 茅原実里
- 神楽坂砂夜 - 寿美菜子
- 鴫野睦 - 津田美波
- 見吉奈央 - 内田真礼
- 加賀美茉莉 - 釘宮理恵
- 鈴河凜乃 - 加藤英美里
- 九重忍 - 桑島法子
- 玉井麗巳 - 下屋則子
- 春宮つぐみ - 高垣彩陽
- 夢前春瑚 - 茅野愛衣
- 朝比奈桃子 - 小倉唯
- 姫島木乃子 - 水橋かおり
- 風町陽歌 - 早見沙織
- 橘響子 - 新谷良子
- 螺子川来夢 - 豊崎愛生
- 佐伯鞠香 - 伊藤かな恵
- 黒川凪子 - 後藤沙緒里
- 江藤くるみ - 洲崎綾
- 優木苗 - 日高里菜
- 小日向いちご - 竹達彩奈
- 宮内希 - 広橋涼
- 押井知 - 藤田咲
- 有栖川小枝子 - 中原麻衣
- 小野寺千鶴 - 儀武ゆう子
- 熊田一葉 - 佐倉綾音
- 相楽エミ - 東山奈央
- 新垣雛菜 - 米澤円
- 蓬田菫 - 五十嵐裕美
- 甘利燈 - 赤﨑千夏
- 戸村美知留 - 阿澄佳奈
- 八束由紀恵 - 今井麻美
- ミス・モノクローム - 堀江由衣
- 月白陽子 - 遠藤綾
- 石田いすき - 小見川千明
- 藤堂静子 - 田中敦子
- 重藤秋穂 - 豊口めぐみ
- 三嶋ゆらら - 福原香織
- 白鳥詩織 - 高橋美佳子
- 桐山優月 - 門脇舞以
- 湯川基世 - 金元寿子
- 柊真琴 - 荒川美穂
- 深見絵真 - 日髙のり子
- 東雲レイ - 喜多村英梨
- 霧生典子 - 白石涼子
- 栢嶋乙女 - 内山夕実
- 三科果歩 - 松井恵理子
- 君嶋里琉 - 田村睦心
- 新田萌果 - 村田知沙
- 篠宮りさ - 日笠陽子
- 森園芽以 - 三上枝織
- 上条るい - 渡部優衣
- 心実・父 - 関俊彦
- 心実・母 - 冬馬由美
- 皆口英里 - 楠田亜衣奈
- 遠山未涼 - 前田玲奈
- サイボーグ少女 - 三宅麻理恵
- 宇宙人・熊本城・柴犬・シーモンキー - 石塚運昇
- 岩本樹 - 世戸さおり
- 前田彩賀 - 石黒千尋
- ユーリヤ・ヴャルコワ - 上坂すみれ
- 古谷朱里 - 小清水亜美
- 野々花・祖父 - 糸博
- セルジュ・ジャン・ルメール - 浜田賢二

### スタッフ
- 原作 - ガールフレンド（仮）
- キャラクター原案 - QP:flapper（小原トメ太、さくら小春）
- 監督 - 林直孝
- シリーズ構成・シリーズ監修 - 横手美智子
- ストーリー原案・キャラクター設定原案 - 南郷智行、松木亜砂子
- キャラクターデザイン - 堤谷典子
- コスチュームデザイン - 佐々木睦美
- プロップデザイン - 井本美穂
- 美術監督 - 江島浩一
- 美術設定 - 工藤由美
- 色彩設計 - 重冨英里
- 撮影監督 - 佐藤敦
- CG監督 - 濱村敏郎
- 編集 - 三嶋章紀
- 音響監督 - 山田陽
- 音楽 - 川井憲次
- 音楽制作 - バップ
- プロデューサー - 細谷伸之、延山将和、加藤英治
- プロデュース - Age Global Networks
- アニメーションプロデューサー - 金子逸人、丸亮二
- アニメーション制作 - SILVER LINK.
- アニメーション制作協力 - C-Station
- 製作 - ガールフレンド（仮）製作委員会

### 主題歌
全作詞・作曲・編曲 - 新屋豊。BD/DVD第1巻の特典CDに収録。
オープニングテーマ「楽しきトキメキ」
歌 - にゅーろん★くりぃむそふと［風町陽歌（早見沙織）、黒川凪子（後藤沙緒里）、蓬田菫（五十嵐裕美）、朝比奈桃子（小倉唯）、江藤くるみ（洲崎綾）］
第4話から映像を大幅に変更。ハイタッチでバトンをつなぐ映像となり、にゅーろん★くりぃむそふともBメロで登場する（映像メディア版では第1 - 3話も4話以降のものに変更）。
エンディングテーマ
「はれるかなぁ」
歌 - 椎名心実（佐藤聡美）
「進化系Girl」（第9話）
歌 - にゅーろん★くりぃむそふと［風町陽歌（早見沙織）、黒川凪子（後藤沙緒里）、蓬田菫（五十嵐裕美）、朝比奈桃子（小倉唯）、江藤くるみ（洲崎綾）］

### 各話リスト
| 話数 | サブタイトル             | 脚本         | 絵コンテ         | 演出       | 作画監督                                                                                          | 総作画監督 |
| ---- | ------------------------ | ------------ | ---------------- | ---------- | ------------------------------------------------------------------------------------------------- | ---------- |
| 1話  | はじめての約束           | 横手美智子   | 林直孝           | 笹原嘉文   | 平田和也、山吉一幸、澤入祐樹 佐藤香織、堤谷典子                                                   | 堤谷典子   |
| 2話  | ブルー・メロンパン       | 下山健人     | 岩畑剛一         | 立仙裕俊   | 佐々木睦美                                                                                        | N/A        |
| 3話  | カメラとショートケーキ   | 佐々木なふみ | 二瓶勇一         | 榎本守     | 平田和也、山吉一幸、澤入祐樹 佐藤香織、北原章雄、水野隆宏                                         | 佐々木睦美 |
| 4話  | 猫と雨の夜               | 吉田玲子     | 林直孝           | 田村正文   | 遠藤大輔、森元温子                                                                                | 堤谷典子   |
| 5話  | ダージリンをみんなと     | 高山カツヒコ | 岩畑剛一         | 井上圭介   | 出野喜則、平田和也、古谷梨絵 澤入祐樹、野田めぐみ、秋山泰彦 佐藤香織、池津寿恵                    | 佐々木睦美 |
| 6話  | スイート・ビター・ポテト | 下山健人     | 二瓶勇一         | 稲本隆史   | 渡邉亜彩美                                                                                        | 堤谷典子   |
| 7話  | ドギー&スクランブル      | 高山カツヒコ | ワタナベシンイチ | 小野田雄亮 | 古川英樹、古谷梨絵 藤原未来男、水野隆宏                                                           | 佐々木睦美 |
| 8話  | クリームソーダの向こう   | 佐々木なふみ | 山村遥           | 田村正文   | 田村正文、遠藤大輔                                                                                | 堤谷典子   |
| 9話  | 進化系Girl               | 横手美智子   | 二瓶勇一         | 神保昌登   | 平田和也、山吉一幸、氏家嘉宏 佐藤香織、澤入祐樹、出野喜則 古谷梨絵、さのえり                      | 佐々木睦美 |
| 10話 | プリンセス&プライド      | 吉田玲子     | 川口敬一郎       | 稲本隆史   | 森元温子                                                                                          | 堤谷典子   |
| 11話 | さよならア・ラ・モード   | 横手美智子   | 小野学           | 玉村仁     | 秋山泰彦、氏家嘉宏、佐藤香織 手島典子、平田和也、古谷梨絵 藤原未来夫、澤入祐樹 池津寿恵、森川侑紀 | 佐々木睦美 |
| 12話 | ガールフレンドxxx        | 横手美智子   | 林直孝           | 林直孝     | 堤谷典子、佐々木睦美                                                                              | N/A        |

### 放送局
| 放送期間                       | 放送時間                      | 放送局 （放送系列）           | 対象地域・備考              |
| ------------------------------ | ----------------------------- | ----------------------------- | --------------------------- |
| 2014年10月13日 - 12月29日      | 月曜 1:35 - 2:05 （日曜深夜） | テレビ東京 （テレビ東京系列） | 関東広域圏                  |
| 2014年10月21日 - 2015年1月6日  | 火曜 1:15 - 1:45 （月曜深夜） | テレビ大阪 （テレビ東京系列） | 大阪府                      |
|                                | 火曜 2:35 - 3:05 （月曜深夜） | テレビ愛知 （テレビ東京系列） | 愛知県                      |
| 2014年10月23日 - 2015年1月8日  | 木曜 22:30 - 23:00            | AT-X （CS放送）               | 日本全域 / リピート放送あり |
| 2014年10月25日 - 2015年1月10日 | 土曜 1:35 - 2:05 （金曜深夜） | 奈良テレビ （独立局）         | 奈良県 / 事前特番は放送せず |

### ネット配信
| 配信期間                      | 配信時間                | 配信サイト（ネット事業者）                | 備考                             |
| ----------------------------- | ----------------------- | ----------------------------------------- | -------------------------------- |
| 2014年10月14日 - 12月30日     | 火曜 22:30 - 23:00 放送 | ニコニコ生放送 （ニワンゴ）               |                                  |
| 2014年10月21日 - 2015年1月6日 | 火曜 12:00 更新         | ニコニコチャンネル （ニワンゴ）           |                                  |
|                               |                         | dアニメストア （ドコモ・アニメストア）    | 見放題サービス利用者は全話見放題 |
| 2014年10月28日 -              |                         | バンダイチャンネル （バンダイチャンネル） | 第1話・第2話を同時配信           |

### BD / DVD
| 巻 | 発売日        | 収録話          | 規格品番   | 規格品番   |
| 巻 | 発売日        | 収録話          | BD         | DVD        |
| -- | ------------- | --------------- | ---------- | ---------- |
| 1  | 2015年1月21日 | 第1話 - 第3話   | VPXY-71364 | VPBY-14377 |
| 2  | 2015年2月25日 | 第4話 - 第6話   | VPXY-71365 | VPBY-14378 |
| 3  | 2015年3月25日 | 第7話 - 第9話   | VPXY-71366 | VPBY-14379 |
| 4  | 2015年4月22日 | 第10話 - 第12話 | VPXY-71367 | VPBY-14380 |

### サウンドトラック
| テレビ東京 月曜1:35 - 2:05（日曜深夜） | テレビ東京 月曜1:35 - 2:05（日曜深夜） | テレビ東京 月曜1:35 - 2:05（日曜深夜） |
| 前番組                                 | 番組名                                 | 次番組                                 |
| -------------------------------------- | -------------------------------------- | -------------------------------------- |
| DRAMAtical Murder                      | ガールフレンド（仮）                   | 戦国無双                               |

## リズムゲーム『ガールフレンド（♪）』
AnimeJapan2015にて、新作ゲーム『ガールフレンド（♪）』（ガールフレンドおんぷ、英：Girl friend Note）のリリース決定を発表した。
2015年12月1日に配信を開始したが、その直後にアクセス過多による障害発生で緊急メンテナンスを実施。当初は同月3日にサービス再開の予定だったが同月4日に再開を延期するも、サービス再開前の最終検証で不具合が発覚した。その後、Android版は16日13:00、iOS版は翌17日17:00（いずれも日本時間）にサービスを再開し、17日間に及ぶ長期メンテナンスは終了した。
作内で繰り広げられるストーリーは、テレビアニメにおいてシリーズ構成を担当した横手美智子が監修している。プレイヤーは心実やクロエが所属するユニット「nonet」のリーダーとなり、「全国学生ダンスバトルロイヤル」の頂点を目指す。ある日、聖櫻学園理事長の武上創士朗よりダンス大会への参加が全生徒に告げられる。この大会で優秀な成績を収めた者には「特別名誉生徒」の称号が与えられ様々な特典をうけられる。
3DCGのガールが歌って踊ることを特徴にしており、基本操作は中央から流れてくるハートと対応したアイコンが重なる瞬間に画面をタップするもの。難易度ごとに決まった連続コンボ数を達成すると回すとスコアが上がるミラーボールが出現する。
各ガールには「パフォーマンス力」、「スタミナ」が設定されており、各合算値がスコアやスタミナに影響する。レアリティは「N」、「R」、[SR」、「SSR」、「UR」の5段階。レアリティが高いほど、「パフォーマンス力」、「スタミナ」の数値が高く設定されている。プレイ中にパフォーマンスをする「センターガール」を設定でき、勧誘やイベントで入手できる衣装を着せ替える事で「パフォーマンス力」、「スタミナ」の数値を高くすることが出来る。
2017年6月を最後に楽曲や「センターガール」などの更新が終了しており、ゲーム内に新要素の追加が行われない状態が続いている。2021年4月28日をもってサービス終了。

### 開発
「ガールフレンド（仮）」の1周年が過ぎた頃に横山がシリーズ第2弾のゲームを作りたいと考えた。同時期にテレビアニメ化、キャラクターソングを制作する事が決定していた為、楽曲を使用して世界観を広げられるリズムゲームに決定した。タイトルは「ガールフレンド（仮）」の「（）」を残しつつ、その中に新しい言葉を入れるところから始まり、ガールたちのパフォーマンスをイメージしつつ、リズムゲームであることを一文字で表現するために「ガールフレンド（♪）」に決定した。
ストーリーは、新しい出会いや刺激になるような組み合わせを意識しているので、メンバー全員が仲良しではない状態から物語をスタートさせている。「（仮）」では学校行事の中でプレイヤーとガールの仲が友達以上になっていくが、更にガールとの仲を深めるために、「同じ目標に向かっていく」ことを意識している。
キャラクターソングを制作する際は、1曲目はガールの個性をストレートに表現したもの、2曲目以降は新しい一面を描いていくことを意識している。3DCGで踊らせる事はキャラクターソングが制作されている中で横山が考えたものであり、モデリングは女の子らしいところ、やわらかそうな感じを意識して制作している。

### Webアニメ
2016年10月に配信された。舞台劇をテーマとし、1つの話を全3話に分けて配信される。1話あたり約8分の内容となる。
テレビアニメ版とは異なるスタッフで制作。

#### スタッフ（♪）
- 原作・音楽制作 - サイバーエージェント
- 監督 - 筑紫大介
- 脚本 - 横手美智子
- キャラクターデザイン原案・監修 - QP:flapper
- アニメーションキャラクターデザイン・総作画監督 - 渋谷秀
- 色彩設定 - 斉藤麻由
- 撮影監督 - 頓所信二
- 編集 - 神宮司由美
- 音響監督 - 山田陽
- 音楽 - 倉科隆浩
- プロデューサー - 田中一馬、福原慶匡
- アニメーションプロデューサー - 定山敬
- アニメーション制作 - エンカレッジフィルムズ
- 製作 - GF 4th Anniversary製作委員会

#### 配信元（♪）
| 配信期間                  | 配信時間        | 配信サイト    | 備考                                          |
| ------------------------- | --------------- | ------------- | --------------------------------------------- |
| 2016年10月14日 - 10月21日 | 金曜 10:00 更新 | dアニメストア | 有料配信 / 第1週は2話同時更新 / 1週間限定配信 |
| 2016年10月22日 -          | 土曜 22:00 更新 | YouTube       |                                               |
| 2016年11月3日             | 18:30 - 18:30   | AbemaTV       | 3話一挙放送 / リピートあり                    |

#### 主題歌（♪）
オープニングテーマ「Now On Stage!!」
作詞・作曲・編曲 - kz / 歌 - nonet[朝比奈桃子（小倉唯）、神楽坂砂夜（寿美菜子）、風町陽歌（早見沙織）、クロエ・ルメール（丹下桜）、櫻井明音（佐藤利奈）、椎名心実（佐藤聡美）、鴫野睦（津田美波）、村上文緒（名塚佳織）]
エンディングテーマ
「HAJIけてシナプス☆シナモンロール」（stage1、2）
作詞 - hotaru / 作曲 - Tom-H@ck / 編曲 - Tom-H@ck、奈良悠樹 / 歌 - にゅーろん★くりぃむそふと［風町陽歌（早見沙織）、黒川凪子（後藤沙緒里）、蓬田菫（五十嵐裕美）、朝比奈桃子（小倉唯）、江藤くるみ（洲崎綾）］
「世界に一つのどこにもない物語（ストーリー）」（stage3）
作詞 - yuiko / 作曲 - 伊藤翼 / 編曲 - 伊藤翼 / 歌 - チーム・シンデレラ［朝比奈桃子（小倉唯）、神楽坂砂夜（寿美菜子）、久仁城雅（斎藤千和）、クロエ・ルメール（丹下桜）、椎名心実（佐藤聡美）、鴫野睦（津田美波）］

#### 各話リスト（♪）
| 話数    | サブタイトル           | 配信日          | 演出            | 作画監督            |
| ------- | ---------------------- | --------------- | --------------- | ------------------- |
| stage 1 | そしてベルは鳴り       | 2016年 10月14日 | 筑紫大介        | 小美戸幸代          |
| stage 2 | 目を閉じて、手をとって | 2016年 10月14日 | 五味伸介 寒川歩 | 五味伸介 岡本恵里香 |
| stage 3 | わたしたちのワルツ     | 10月21日        | 筑紫大介        | 日下岳史 和田清美   |

## 携帯用ゲーム機ソフト
ガールフレンド（仮）きみと過ごす夏休み
PlayStation Vita用ソフトとして、バンダイナムコエンターテインメントより2015年11月19日に発売された（当初は同年8月20日発売予定だったが、諸事情により延期となった）。ジャンルは恋愛アドベンチャーゲーム。限定版はピクチャードラマ「きみと過ごす日常」を収録したBlu-rayを同梱。
メインキャラクター
- 椎名心実 - 佐藤聡美
- 村上文緒 - 名塚佳織
- クロエ・ルメール - 丹下桜
- 朝比奈桃子 - 小倉唯
- 優木苗 - 日高里菜
- 櫻井明音 - 佐藤利奈
- 望月エレナ - 原田ひとみ
- ミス・モノクローム - 堀江由衣
- 風町陽歌 - 早見沙織

その他のキャラクター
- 神楽坂砂夜 - 寿美菜子
- 黒川凪子 - 後藤沙緒里
- 小日向いちご - 竹達彩奈
- 笹原野々花 - 戸松遥
- 戸村美知留 - 阿澄佳奈
- 夏目真尋 - 茅原実里
- 不知火五十鈴 - 悠木碧
- 押井知 - 藤田咲
- 螺子川来夢 - 豊崎愛生
- 葉月柚子 - 石原夏織
- 加賀美茉莉 - 釘宮理恵
- 時谷小瑠璃 - 田村ゆかり
- 橘響子 - 新谷良子

## パチスロ・パチンコ
パチスロ ガールフレンド（仮）〜聖櫻学園メモリアル〜
オリンピアより「パチスロ ガールフレンド（仮）〜聖櫻学園メモリアル〜」として2017年7月18日より登場。
「会いに行きたくなるパチスロ」をコンセプトとしている。
メインキャラクター
- 椎名心実 - 佐藤聡美
- 村上文緒 - 名塚佳織
- クロエ・ルメール - 丹下桜
- 神楽坂砂夜 - 寿美菜子
- 櫻井明音 - 佐藤利奈
- 真白透子 - 堀江由衣
- 風町陽歌 - 早見沙織

その他のキャラクター
- 黒川凪子 - 後藤沙緒里
- 望月エレナ - 原田ひとみ
- 笹原野々花 - 戸松遥
- 春宮つぐみ - 高垣彩陽
- ユーリヤ・ヴャルコワ - 上坂すみれ
- 天都かなた - 井上喜久子

Pガールフレンド（仮）
ニューギンよりパチンコ機「Pガールフレンド（仮）」として2021年4月5日より導入開始。

## CD
| 2016年8月に行われた「2016スター選抜総選挙」の上位3名のキャラクターソングを収録したCDシングル。 |                                              |      |            |
| #                                                                                              | タイトル                                     | 作詞 | 作曲・編曲 |
| 1.                                                                                             | 「響け！ どれみ♪」(歌：朝比奈桃子（小倉唯）) |      |            |
| 2.                                                                                             | 「Precious note」(歌：風町陽歌（早見沙織）)  |      |            |
| 3.                                                                                             | 「栞」(歌：村上文緒（名塚佳織）)             |      |            |
| 4.                                                                                             | 「響け！ どれみ♪（instrumental）」           |      |            |
| 5.                                                                                             | 「Precious note（instrumental）」            |      |            |
| 6.                                                                                             | 「栞（instrumental）」                       |      |            |

| 歌：にゅーろん★くりぃむそふと ガールフレンド（仮） 5th ANNIVERSARY LIVE 〜SEIO Christmas Party〜にて先行販売。 |                                                    |           |           |                   |       |
| # | タイトル                                           | 作詞      | 作曲      | 編曲              | 時間  |
| 1. | 「むにゃむにゃゲッチュー恋吹雪!」                  | 田淵智也  | 田淵智也  | やしきん          | 3:53  |
| 2. | 「HAJIけてシナプス☆シナモンロール」                | hotaru    | Tom-H@ck  | Tom-H@ck 奈良悠樹 | 3:03  |
| 3. | 「進化系girl」                                     | 新屋豊    | 新屋豊    | 新屋豊            | 4:03  |
| 4. | 「楽しきトキメキ」                                 | 新屋豊    | 新屋豊    | 新屋豊            | 3:34  |
| 5. | 「むにゃむにゃゲッチュー恋吹雪! -Instrumental-」   |           |           |                   | 3:53  |
| 6. | 「HAJIけてシナプス☆シナモンロール -Instrumental-」 |           |           |                   | 3:03  |
| 7. | 「進化系girl -Instrumental-」                      |           |           |                   | 4:01  |
| 8. | 「楽しきトキメキ -Instrumental-」                  |           |           |                   | 3:32  |
| 合計時間: | 合計時間:                                          | 合計時間: | 合計時間: | 合計時間:         | 29:02 |

| ガールフレンド（仮）待望の5周年記念ソング。シリーズ初両A面シングル。 | |            |                   |                         |       |
| #                                                                    | タイトル | 作詞       | 作曲              | 編曲                    | 時間  |
| 1.                                                                   | 「Precious Memories」(歌：神楽坂砂夜（寿美菜子）、風町陽歌（早見沙織）、クロエ・ルメール（丹下桜）、櫻井明音（佐藤利奈）、椎名心実（佐藤聡美）、村上文緒（名塚佳織）)                          | 稲葉エミ   | 田中秀和          | 田中秀和                | 5:25  |
| 2.                                                                   | 「初恋A to Z」(歌：神楽坂砂夜（寿美菜子）、風町陽歌（早見沙織）、クロエ・ルメール（丹下桜）、櫻井明音（佐藤利奈）、椎名心実（佐藤聡美）、ミス・モノクローム（堀江由衣）、村上文緒（名塚佳織）) | 利根川貴之 | 利根川貴之 坂和也 | 坂和也 Wicky.Recordings | 4:54  |
| 3.                                                                   | 「Precious Memories -Instrumental-」 |            |                   |                         | 5:25  |
| 4.                                                                   | 「初恋A to Z -Instrumental-」 |            |                   |                         | 4:52  |
| 合計時間:                                                            | 合計時間: | 合計時間:  | 合計時間:         | 合計時間:               | 20:36 |

ガールフレンド（仮） キャラクターソングシリーズ
2016年12月21日から発売されているCDシリーズ。「ガールフレンド（♪）」やテレビアニメ版の特典CDなどのキャラクターソングを収録している。

## イベント
| 公演日         | タイトル | 会場                                 | 出演者 |
| -------------- | --- | ------------------------------------ | --- |
| 2014年12月20日 | ガールフレンド（仮）2周年記念イベント〜皆に届け！たっくさんの大好きを込めて ガールフレンド（仮）2周年 感謝祭〜 | 東京国際フォーラム ホールC（東京都） | 高垣彩陽（春宮つぐみ役）、寿美菜子（神楽坂砂夜役）、戸松遥（笹原野々花役）、豊崎愛生（螺子川来夢役）、吉田尚記（MC） |
| 2015年8月15日  | 聖櫻学園 真夏の音楽祭2015                                                                                      | 舞浜アンフィシアター（千葉県）       | 井上喜久子（天都かなた）、寿美菜子（神楽坂砂夜役）、佐藤聡美（椎名心実役）、丹下桜（クロエ・ルメール役）、豊崎愛生（螺子川来夢役）、名塚佳織（村上文緒役）原田ひとみ（望月エレナ役）、佐藤利奈（櫻井明音役・MC）、吉田尚記（MC）                                                     |
| 2016年5月21日  | 「ガールフレンド（♪）」聖櫻学園 ファーストステージ2016 初夏                                                    | 品川ステラボール（東京都）           | 伊藤美来（浅見景役）、寿美菜子（神楽坂砂夜役）、高垣彩陽（春宮つぐみ役）、福原香織（三嶋ゆらら役） |
| 2016年11月6日  | ガールフレンド（仮） 4th Anniversary LIVE                                                                      | 舞浜アンフィシアター（千葉県）       | 小倉唯（朝比奈桃子役）、寿美菜子（神楽坂砂夜役）、佐藤聡美（椎名心実役）、佐藤利奈（櫻井明音役）、丹下桜（クロエ・ルメール役）、津田美波（鴫野睦役）、名塚佳織（村上文緒役）、吉田尚記（MC）                                                                                         |
| 2017年12月9日  | ガールフレンド（仮） 5th ANNIVERSARY LIVE 〜SEIO Christmas Party〜                                             | ニューピア竹芝ノースタワー（東京都） | 石原夏織（葉月柚子役）、井上喜久子（天都かなた役）、寿美菜子（神楽坂砂夜役）、佐藤聡美（椎名心実役）、佐藤利奈（櫻井明音役）、丹下桜（クロエ・ルメール役）、戸松遥（笹原野々花役）、名塚佳織（村上文緒役）、原田ひとみ（望月エレナ役）、日高里菜（優木苗役）、三上枝織（森園芽以役） |

## 舞台
2017年12月9日に発表。2018年7月16日から22日、品川プリンスホテル クラブeXにて上演。テレビ東京のあにてれとアイドルグループ=LOVEの合同プロジェクトで「あるあにてれ×=LOVE ステージプロジェクト」の第2弾。

### キャスト（舞台）
- 村上文緒 - 大谷映美里
- 望月エレナ - 大場花菜
- 天都かなた - 音嶋莉沙
- 朝比奈桃子 - 齋藤樹愛羅
- クロエ・ルメール - 齊藤なぎさ
- 一ノ瀬友恵 - 佐々木舞香
- 押井知 - 佐竹のん乃
- 椎名心実 - 髙松瞳
- 鴫野睦 - 瀧脇笙古
- 風町陽歌 - 野口衣織
- 櫻井明音 - 諸橋沙夏
- 篠宮りさ - 山本杏奈

（以上すべて=LOVEメンバー）

### スタッフ（舞台）
- 原作 - 「ガールフレンド（仮）」
- 脚本 - 三谷伸太朗
- 演出 - 堤泰之
- 監修 - 葛裕太（「ガールフレンド（仮）」）
- 音楽監督・作曲 - 楠瀬拓哉
- 協力 - テレビ東京、一般社団法人 日本2.5次元ミュージカル協会、サイバーエージェント、QualiArts、Age Global Networks
- 主催 - ネルケプランニング、Y&N Brothers、代々木アニメーション学院